# 广州商团事变
廣州商團事變（廣東革命政府稱平定廣州商團叛亂、商团暴乱，广州商团称廣州屠城事件、西關屠城血案或西关惨案，當時英文世界亦稱為“廣州商團起義”、“廣州焚城”（Burning of Canton）、“廣州大屠殺”或“廣州黑色星期三”（Black Wednesday））是1924年10月一場於廣州爆發的武裝衝突。衝突雙方分別是中國國民黨、中国共产党和蘇聯支持的中华民国陆海军大元帅大本营（广州革命政府），以及廣州及周邊珠三角商鎮的商團軍。衝突及其中的大火最終造成上千人死亡，及大量的房屋與財產損失。
事件由广州商团从欧洲购买的一批军械被廣州革命政府扣留而起，此后双方经过多次谈判、罢市，最终以全面冲突为结局。期间还发生广州革命政府与沙面各国领事团之间的相关外交争议。中國國民黨、中国共产党、共产国际和广州革命政府将事件定性為英帝国主义外國勢力操縱與支援，同时受到东江陈炯明粤军与北方吴佩孚直系支持的叛亂事件。而商团方及其支持者则指事件是广州革命政府实行“共产”、“压迫商民”的“屠城”事件。

## 背景

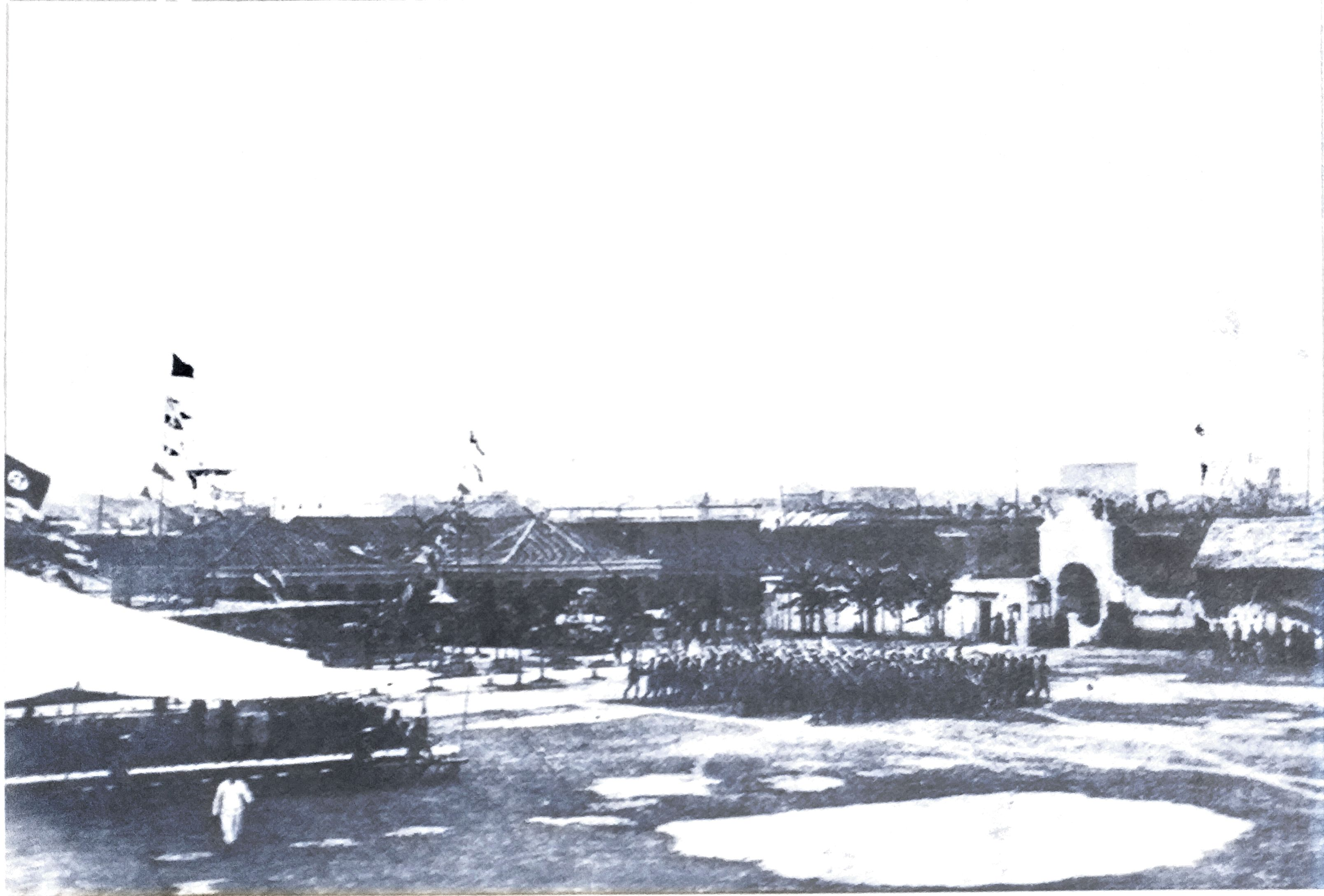
商团军的操练场

清末民初的廣州西關是廣州乃至廣東重要的商業區，被稱為“廣州的華爾街（Wall Street）”。“商团”（Merchant Volunteers）制度始于上海公共租界，其模式仿效欧美，主张以商民组织自卫，以“协助政府保护民众”。
廣州商團沿革始于清末民初，商人岑伯著等人提议参照上海商团的办法组建。因为战祸经年、匪盗猖獗，地方人民组织武装力量以自卫。广州商人为自卫於1912年成立广州商团，由陈廉伯担任团长兼广州粤商公安维持会（商团公所）理财课主任，他支垫商团经费，借款购置枪械，得以在北洋军龙济光、旧桂系陆荣廷、陈炳焜、莫荣新统治时期维持广州商业的正常运转。期间珠三角各地的商埠也纷纷成立商团，共有百余个，遍布如东莞、四邑、南海等地，如加入商团的商人达数万人。
当时以广州为中心的珠三角地区是工商业较发达的地区之一，广州商人有强大的经济实力。因此，无论是清朝官员、革命党人还是军阀势力，他们在粤执政时，都希望得到广州商人在政治、财政等方面的支持。清末两广总督，民国都督、督军到粤莅任之时，都会接见商团代表。他们在制定重要政策时，通常会召集商团领袖征询意见。政府对商人越优容，商团领袖在社会上的威望越高，对地方政治的影响越大，当广州商人认为某项政策严重损害商界利益时，有时便会采取罢市等方式同政府抗争。
1917年陈廉伯任粤商公安维持会代理评议长，进一步武装商团。1919年3月，商团仿照西式议会政治完成改组，设立了最高机构评议会及十个分团，陈廉伯当选新一任团长。评议会有23名评议员，任期一年、可连任，期满后需重新选举。1919年8月，陈廉伯就任广东省商团军总团长。至1924年，广州商团总人数已扩大到1.3万人。商团在此前的广州政权的多次更迭中一直保持中立，更因为保护商人利益及维持治安稳定受到广州民众的支持，从组织章程细则，正副团长的选举，到人员选择、费用收支、都奉行西方的民治理念，实行代议政治。
自從陸榮廷於1916年9月25日取得廣東督軍之位以來，廣東便被桂系軍閥所控制，造成地方財政紊亂:2。1920年10月，陳炯明率領粵軍驅逐盤據廣州已久的桂系軍閥，開始「粵人治粵」時代:1。陈于1920年11月回到广东就任省长，并邀请孙中山、唐绍仪、伍廷芳回广东参政。11月孙中山从上海回到广州，改编陈的军队由其直辖。后陈与孙政见逐渐产生矛盾。陈炯明主张实行“联省自治”，孙打算以武力制压北方军阀。
1922年6月16日發生六一六事变，孙中山與陳炯明決裂。1923年，忠于孙的部队在广西藤县举行“白马会盟”，联合滇軍杨希闵、桂軍刘震寰，击败陈炯明取得广州的控制权。进入广东后，滇桂军等“私划防区，开征各种苛捐杂税”，例如打着“护商”的旗号，在水陆两路交通要道，设立“护商机关”关卡，向过往商旅征收“保护费”。一般商民皆愤然曰：“此等护运机关直同海盗之营寨”，对此，大元帅府大本营多次“查禁各部队设卡抽税筹饷扰民”之举，但屡禁不止。就连广东税收也多由滇桂驻军就地截留，孙中山屡次严令交还，均无成效。乃命邹鲁任广东财政厅长，整理财政，亦收效甚微，竟至按时发放官兵俸饷都相当勉强。孙中山同时徵收寺庙等公共土地进行拍卖，并大量发行纸币以筹集资金。孙亦曾对客军“愤怒之极，甚至以首触壁”。一次军事会议上，孙中山沉痛表示：“滇桂军各军官，你们赶走了陈炯明，我是很感谢你们的。……谁知你们都是戴着我的帽子，来蹂躏我的家乡”。商团事变后，孙中山感叹说：“此次民心之激愤，实因恨客军而起”。
由于滇桂军入粤是孙文当初动用了西南政府的关余所请来，当时英语舆论常常称呼他们为“雇佣军”（Mercenaries）。而共产国际援助代表鲍罗廷也认为广东民众存在反对国民党军阀将领，甚至对孙中山本人也有不满的心理，因为孙庇护了这些行为。有学者认为，孙之所以不能与客军决裂，是因为他们是抵御陈炯明的主要力量，而孙最初的意图是率军北伐，把客军引出广东。最终孙成功建立了自己的嫡系革命军，此后1925年6月国民革命军东征期间，滇军、桂军不愿参与东征、进而倒戈，遭蒋介石率黄埔军击败。
1923年8月，苏联顾问团鲍罗廷，作为共产国际驻华代表等抵达广州，后又兼任国民党特别顾问（组织教练员）。1924年1月国民党一大召开，国共合作展开，同时在会议宣言中反对当时流行的包括“商人政府”、“联省自治”在内的政治思想主张，認為商人並不能代表民眾的利益，並且“託命於外人”，與“軍閥政府”“亦一丘之貉而已”。广州商人恐惧在苏联协助下的孙中山会实行共产主义，故多转而敵視孙中山所领导的国民党。1924年6月，孙政府在苏联帮助下在长洲岛成立黄埔军校。而在苏联认知中，广东在国民党一大之后成了“远东唯一飘扬着反帝斗争旗帜的地方”，更有人强调“广东省作为革命的桥头堡，不仅对中国，而且对太平洋沿岸地区及各岛，都具有重大的意义”。
从1923年到1924年，广州商人为抗拒广州革命政府的税收政策不断罢市罢业，在商团事变前几个月更形成高潮。每次罢市都迫使政府让步，商人取消新捐税的要求均得到满足。因此广州商人认为，如果进一步扩充自己实力，政府将对商人奈何不得。当时的广州面临三种财政压力，一是孙文政府的各项日益加重的杂税，二是各路客军的横征，三是各种帮会堂口日益严重的保护费。1924年2月，年关迫近，各军的催款加急。孙文于是命令广州善堂以善产为担保，下令发行50万元“军用手册”，所有款項收入軍政府，而由善堂向信衆籌還。商民的负担本已很重，认为这是将用于救灾的善产变相充公，于是善堂召开了紧急会议，议决请孙文收回成命。广州的鱼贩首先罢市，随后，全市大小饭馆一律宣布闭门停业，码头装卸工人也宣布全体罢工。但孙政府坚持继续加税、抽捐与罚款，掀起全市罢市。仅从3月至10月，就出现了针对各行业的“鱼税”、“饭馆税”、“胶鞋捐”、“银市买卖捐”、“药品特捐”、“销汤捐”、“加二军费”、“横水渡捐”等。海关经纪人工会亦被罗织理由交罚款10万元。
5月下旬，广州市政厅发布“统一马路业权”法案，以收取新的税项，藉以抽收铺底捐，使广州市民严重不满，于是联络全市商团，和附近各县民团，集中广州，决议于28日实行全城大罢市，宣布戒严，反对孙政府征税，卖产拉夫等行为。同时，广州市铺底维持会发出三次宣言，“反对政府将市内七百余家铺户，高定各路地价，强主客交易，消灭铺底，勒迁铺位，破坏租约，增加租金，名为改良路政，实则贻害商场，断非市民所能忍受”。宣言末称：“宜图自救，既是无力遵办，待人勒迁，不若先期暂行停业，公定5月28日为各行商店一律停业，自行结束帐目之期”。27日，经过调停，孙政府表示让步，允许永远取消「统一马路业权」案，罢市风潮遂暂时停止。
在大罢市期间，广州商团召开会议，提议联合防御，并函请各县属商团派代表到广州开会。到会代表来自108个商团，共300余人。5月27日，会议推选陈廉伯、李颂韶、邓介石为正副主席，决定设立广东省商团军联防总机构，陈廉伯为联防总长，邓介石，陈恭受为联防副长，李颂韶等十一人为参事会参事，机关设在广州西关。人员选定后，先行执行联防职责，待筹备完成后举行成立典礼。会议认为这次风潮，并非一朝一夕之事，亦非只因一事而发，故以“官之卫民，不如民之自卫”为号召。据报道，大会讨论了“添购大炮、机关枪、手枪、长枪及轮船、电轮，与设置商团军医院、救护医生队、制弹厂、筹措抚恤准备金等项”，还打算在全省价值数千万元的善产中“拨出半数以充扩充商团之用”。

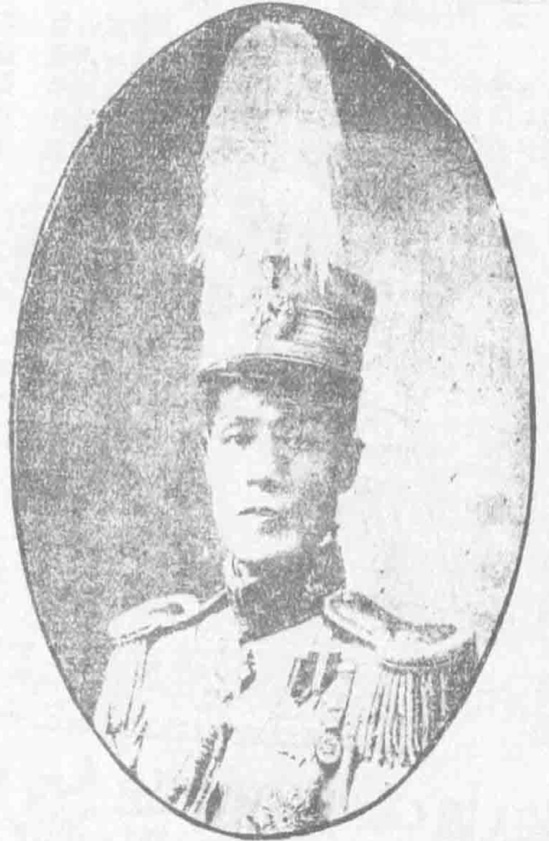
时任商团总团长陈廉伯
时任商团副团长邓介石
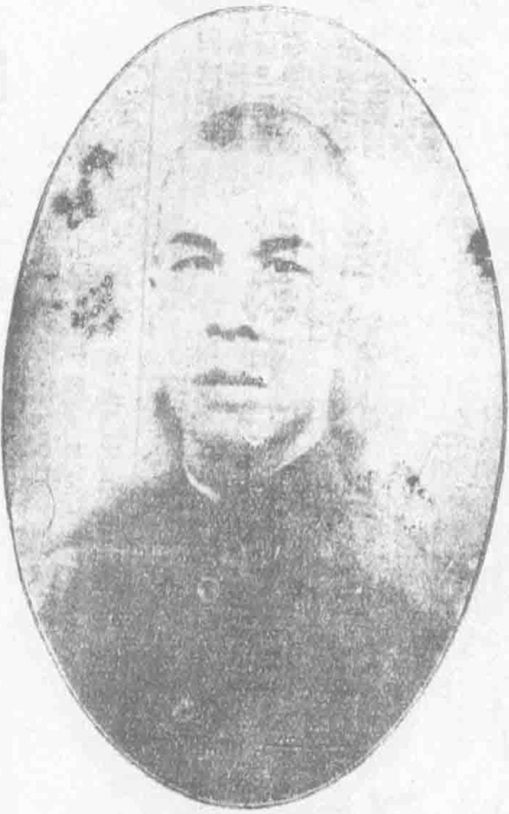
时任商团副团长陈恭绶
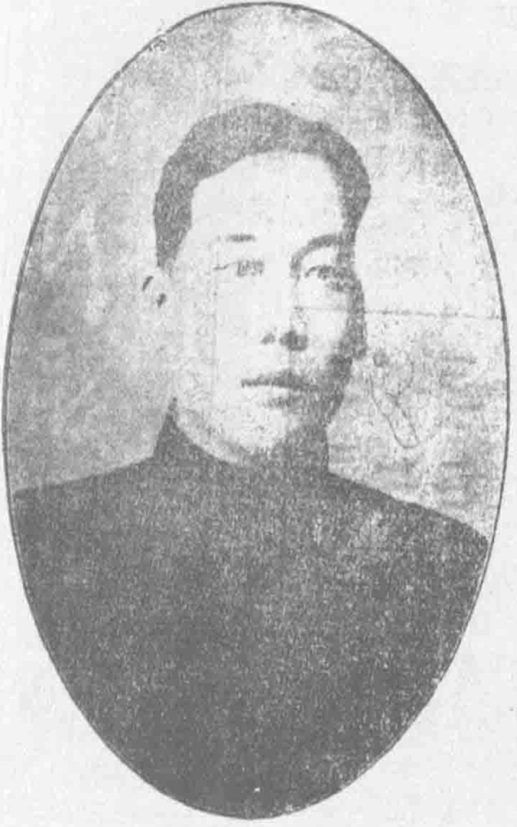
时任商团参事长李颂韶

广东全省商团联防章程规定，联防总部“主持全省各埠之商团军之命令统率事项”，只向全省商团代表大会负责，章程“自代表大会议决呈报省政府备案之日施行”，完全不提政府的审核与批准。联防总部设立八大处，与当时中国军队的高级司令部完全一样。而且，商团联防总部“对于各属分团来往函件，均袭取政府公文程式，发号施令，商团总部，不啻一中央政府机关”。
孙中山曾通过各种途径争取广州商团人士加入国民党，试图把商团纳入自己的政治轨道，如派许崇智、吴铁城等人频频与商团要人接触。在陳廉伯與廖仲愷的談話中，陳認爲“吾輩商人、不欲自染政黨色彩……政局變化無定、彼黨來則此黨去、甲黨得勢、則指乙黨爲敵爲逆、吾人業商廣州、財產眷屬、不輕易移動、倘入黨後、萬一貴黨有失勢之一日、於吾人亦殊多不便也”，而廖仲愷則認爲“君於商塲商團、佔有勢力、以君之勢力、出而助（中山）先生，吾黨在廣東、更無失敗之時矣……君如俯就、重要位置、任君自擇也”。商团始终坚持“不入党”的原则，多次明确拒绝。
後來政府提議為商團搞授旗儀式，但商團反對黨國體制，提出只能授商團旗，不能授國民黨旗。吳鐵城隨後回復商團代表答應此要求。但在6月29日，举行军、警、团会操当天，政府所赠的商团军大旗上，仍然附加了一面青天白日小旗。商团军見到后拒絕行举枪礼，儀式草草完成。此後“商團不加入孫黨之表示、遂成爲不易之信守、亦幾爲「商團不成文之憲法」” 。李大钊后来评论，认为“孙中山在华南的政策……他本人没有真正的凭借，前不久他甚至一度寻求“纸老虎”队伍（指商团军）的支持,参加了他们的检阅并且赠旗。近来的事态彻底揭穿了外国资本(家)的一切阴谋诡计,帮助孙中山本人在工农群众中找到真正的牢固的基础”。
中山大學歷史學系教授邱捷认为商团在同政府对抗的过程中，并无提出具体策略。商团建立联防总部，亦没有向政府申请，并且“其文件语气狂妄，见识却很低下”。以致有人说：“商团总部办事之人，皆商界分子，对于政治社会大势，多不甚了解。商联总部各事，听诸秘书处一二人所为，而该秘书等又多属好事而无常识之徒，故自商团总部成立后，所发布之文件，类多不依法律手续，往往因此而有逾越法轨之行动”。
邱捷也認為，商团在同政府、军阀发生冲突时，的确是弱者；但在1920年代劳资矛盾激化、工人运动兴起时，商团往往对比商人更为弱势的工人使用暴力，所以，商团与工人结怨颇深。多数工人不仅不同情商团，而且积极要求政府对它采取强硬政策。而商團的很多行为都远远超出了商人自卫武装的需要。商團拒絕加入國民黨，使政府与商团武装共存的局面難以维持。如果商团联防的各项议案和章程都落实，就会出现一个不受政府统辖的军事和政治权力中心。商团联防会议的高调举行，引起当局者的高度警觉。加以商团决定联防不久，即有大宗军火运到，所以扣留商团军械、禁止商团联防总部的成立，对广东政府而言势在必行。

## 事件经过

### 商团扣械事件与罢市

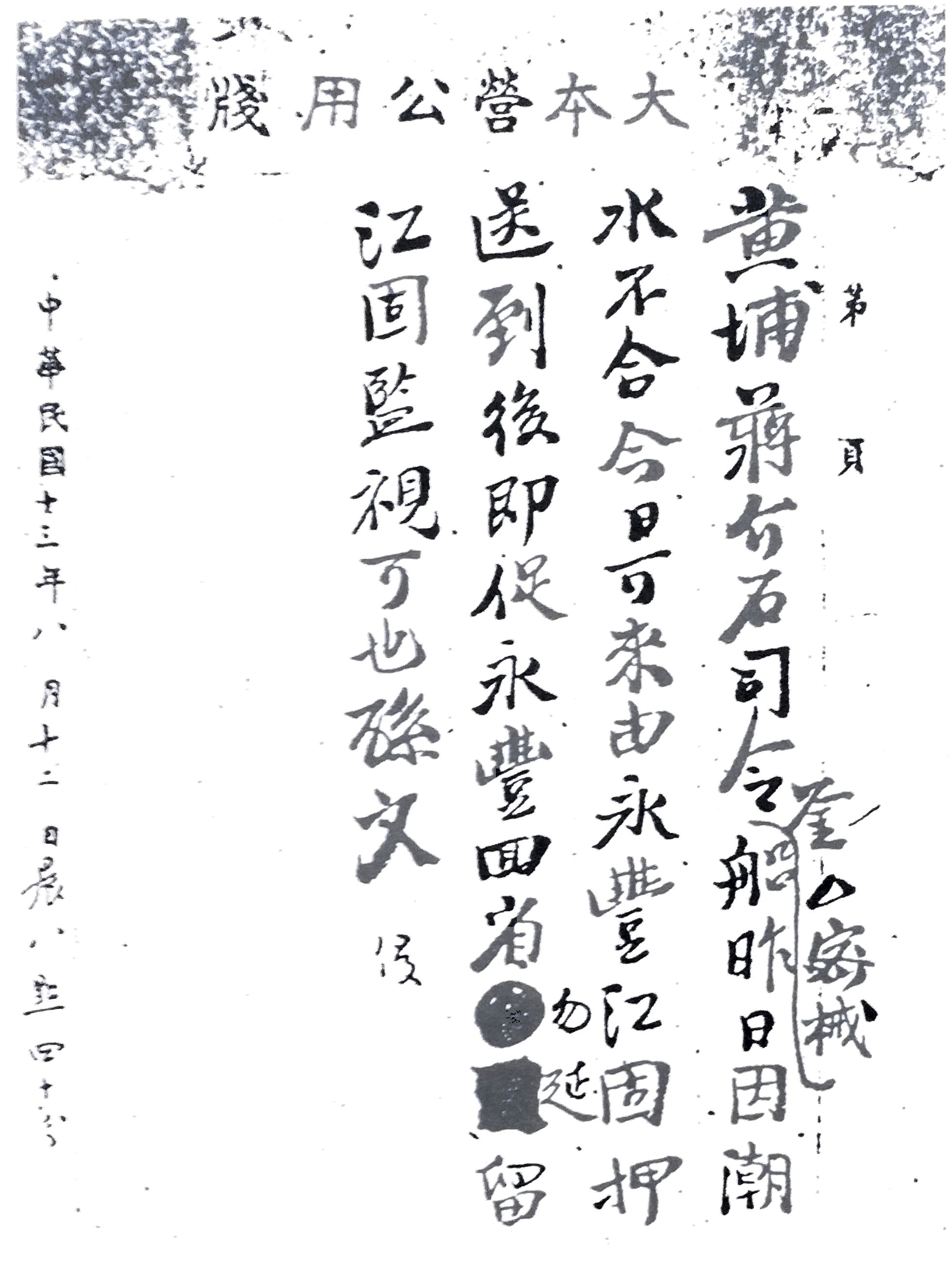
孙中山致蒋介石函件，指示对商团扣械

广州商团用以运送此次军火的“哈佛号”

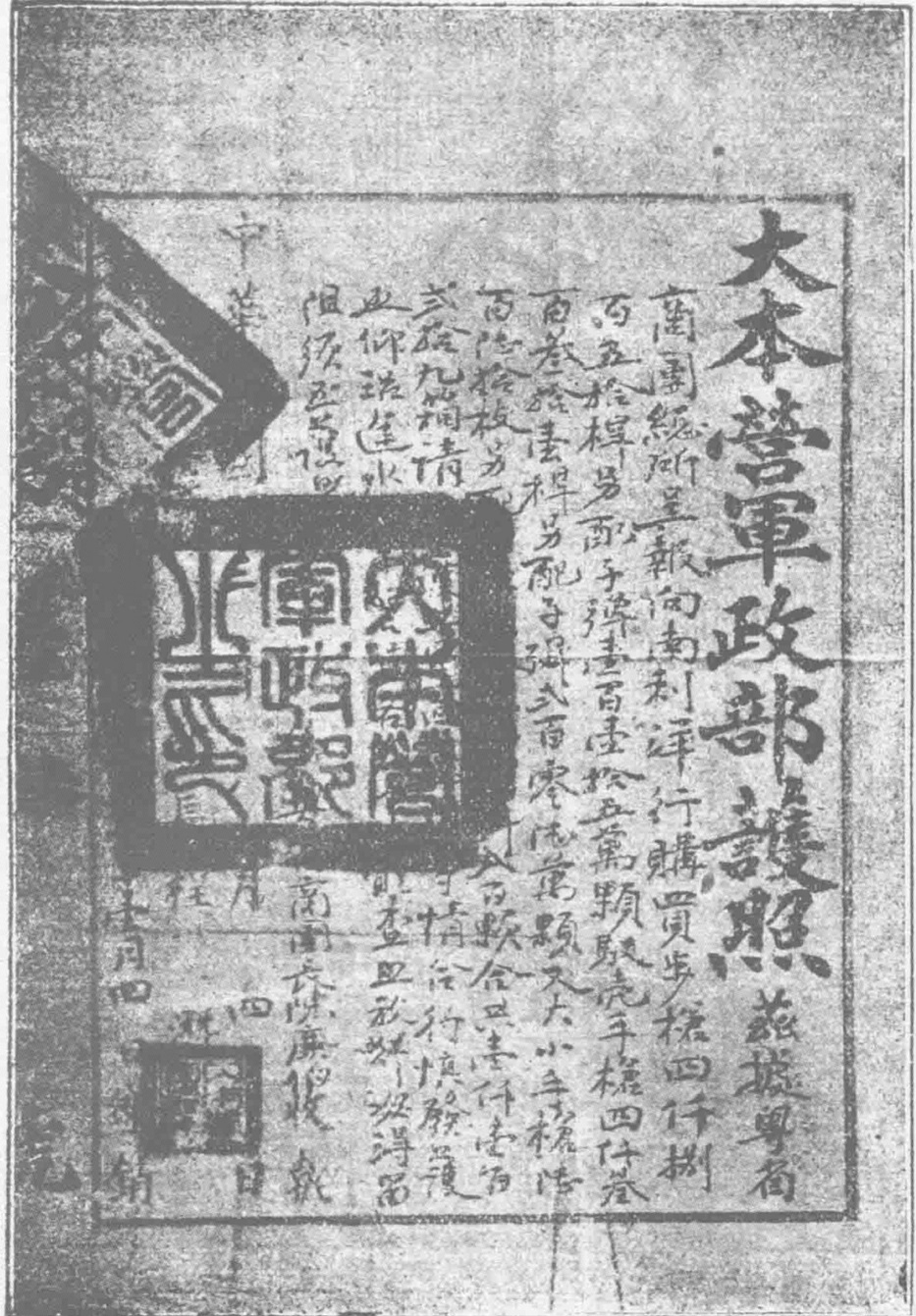
商团从“大本营”取得的运送军械护照

当5月各商民团集中于广州时，曾以100万元向南利（丹麦）商行订购步枪4800余枝，另配子弹200余万颗，又短枪4800余枝，合共1300余箱。并向大本营军政部领取到入口护照（许可证）:70。八月中旬，丹麦（另一说为挪威籍）商船“哈佛號”將這批軍火抵達廣州。
商团团长陈廉伯此前曾向军政府申领枪照，而且已批出。但孫文政府發現其槍械比其更精良，故取消其批文，並认定枪械数量及到达日期皆有不符。第一，陈廉伯8月4日提出申请时，声明购买军火在“发照后始行签约，准三个月由欧起运”，“四十日后运到”，其实陈廉伯早在1923年12月就已和卖家签约，因此发照后仅仅6天，军火就运到了广州。其次，陈廉伯申请时，称所买的是“英制八二口径废枪”，实际运来的是“德制七六三口径”枪支。第三，陈廉伯申请了5000支枪的护照，运来的枪械却有9000余杆，其中有机关枪40挺，子弹300余万发。如此巨量的枪支，已经远远超出了自卫的需要。孙中山怀疑他们同吴佩孚、陈炯明有联络。8月9日，孫中山派蔣介石處理運械事件。8月10日，蔣介石率領江固艦登上運輸軍械的哈佛號，扣留了軍火。
8月12日，廣州商團派人赴軍政府交涉未果，遂準備總罷市。商团召开商团总部会议, 指控政府扣械为“非法”,声称“以保存其自卫”的权利对付政府, 以致公开贴出对联：“联团为自治机关,拯众生于水深火热,责无旁贷; 武装即和平保障,举全粤之妖风毒雾,一扫而空。”
13日，商團宣佈成立聯防總部，並發動團軍數千人到省政府請願，要求歸還軍械。14日，孫中山同商團代表會面，表示“经政府查明之后,如果知道你们不是利用这些枪来攻打政府,政府一定把枪交还你们;但如果知道你们利用这些枪来攻打政府,那么政府为自卫计,便不能把枪交还你们”，会面無果而終。
14日，廣東省政府懷疑陳廉伯謀叛，通緝前往香港的陳廉伯。18日，廣州軍政府下令哈佛號除了軍械外，其他貨物和船隻允許發還，並決定釋放哈佛號，陳炯明、陳廉伯遂在香港發動輿論戰，並派人往洛陽聯絡吳佩孚。22日，廣州商團聯防總部在佛山等地發動罷市，並與軍方發生衝突。23日，廣州軍政府將所扣之軍火充公。商團遂罷市。罷市期间，由吴铁城主导的公安局派出警员和警卫军,“手执白旗,上书“广东警卫军保护开市”,并沿途派员按店劝告”,分发吴铁城劝告开市布告。公安局派出铁甲车及员警,警卫军维持秩序。为保证粮食供应、广州市公安局亦执行省署命令,保护米埠米行,禁止米粮偷运出口。
扣械发生后，8月12日、15日，二千名商团赴大元帅府请愿还械，以罢市为威胁，并以“中华民国政治定国军”名义，宣布主张“不党主义”而不承认“三民主义”，通电全省各县商团罢市。孙随即採强硬态度，指陈廉伯通敌（指陈炯明），“勾结吴佩孚”，“得英国暗中援助，阴谋推翻政府”，下令通缉陈廉伯与陈恭绶，并查封他们在广州的财产住宅。孙宣言如果罢市，将以劳工取代铺主复市。孫在致函商團的信中繼續稱，“此事关于民国存亡、革命成败”，而陳廉伯有“極大陰謀”，試圖學習意大利法西斯黨的墨索里尼，發動類似的政變顛覆廣東革命政府，並稱法西斯即“资本家顽锢党也”。此後中共領導人也開始稱呼商團為法西斯，有學者認為孫的言論反映了孙的反法西斯思想。
8月20日，商团宣布西关罢市戒严、晚上关闭街闸，陈廉伯避往香港，联防移总机关于佛山。21日，陈恭绶号召全粤总罢工，佛山首先响应，22日商铺一律关门。孙中山在一军事会议上，决定“先打商团，后打陈军”的策略，即席由豫，滇，湘，桂四客军，各抽500人，攻打佛山。商团不愿与政府武力冲突，退出佛山防线，实行罢市政策。当时的香港華字日報评论：
四乡商团，以大罢市促政府还械，其心思之婉曲，步骤之安详，手段之文明，实属无可庇议。若在欧美民力发达之国，对此强暴政府，早已纷纷崛起革命军，名目张胆，推翻执政，岂复取此纡回忍讳手段？
罢市风潮，一时蔓延于孙政府所控制下的各县属。8月24日，孙中山宣布广州戒严，通缉陈廉伯。由8月22日至25日，南海、番禺、顺德、台山、东莞、增城、新会、清远、高要、曲江、阳江、罗定等20多个县属内的138处乡镇先后罢市，响应佛山声援广州商团。是时，广州市商店，闭门关户的，亦在十分之九以上。24日，广州其他区域的商团仿效西关，宣布戒严，抗议孙政府对佛山的进攻。孙文则派出军队进入市区，扼守要道。总参议胡汉民提出一个解决方法：长短枪共9600余枝，商团每支枪再缴交60元，共57.8万，大本营即会重新办理许可证，发还扣械。商团拒绝接受，认为这是出尔反尔的勒索行为。26晚，广州总商会，商联会，九善堂等社团举代表七人，赴大本营谒见孙中山，进行调停。孙继续指斥陈廉伯勾结粤军、北洋政府与英国帝国主义，他对代表们说：
目下枪械一枝都不能发还，须即日开市，始有商量之余地。若果明日（二十七日）仍不复业，我当派遣大队军队，拆毁西关街闸，强制商店开市，如有一坭一石伤及军队，我即开炮轰西关，使之变为泥粉。所可怜者，无知商民同受波累耳。
期間，滇军将领范石生，廖行超出任调停，与商会、善堂上述七名代表双方商定：（一）孙政府方面，滇军说服孙取消陈廉伯通缉令，发还被封财产，发还哈佛号被扣军械，撤退市内驻军；（二）商团方面，商会代表说服全省当日复市，「商团联防总部」改组章程，于七日内送交政府批准里立案，陈廉伯通电悔罪，并报效政府五十万元。各埠遂于29日先后复市。8月31日，孫中山赴黃埔與蔣介石商討團械問題，限定商團改組才能發還被扣槍械。是日，虎門，太平等市場復業。

### 中共组织工农运动武装
8 月24日,中共广州地委发动和组织2万余人集会,声讨陈廉伯等人“罪不可追”,并发表通电“誓为政府之后盾”,要求革命政府切不可姑息养奸,主张以果断措施解散商团,消除政府心腹之患。中共也要求将商团私运枪械悉数没收,拨给组织工团军、农团军之用。随后,广州工代会议决定即行编练工团军, 农民运动讲习所学员也组织农民自卫军,配合政府军。8月21日，彭湃等人组建的农团军也正式成立。鲍罗廷指：“既然很多人害怕商團，那麽就讓工人農民的武裝去解决商團吧”。并且指出“粉碎叛亂者”需要“注意團結整個廣東人民”、“借鑒俄國布爾什維克的經驗”。中共领导的广东工团军同时发表致孙中山的《工团之请愿呈词》,认为商团运武器到广州，“忖其用心,叵测已极”,“迨事发泄,联同逃匿,此其显也。窃以杀人军器私擅购入,当此军事时期,严禁入品,律有明条,乃陈廉伯、陈恭绶等竟敢冒犯,难保无受他方运动,谋害粤人”，“自商团军成立以来，其压迫我工团、残杀我工友之事，不知凡几”，支持政府没收的举动。
对于中共的行动，商人則认为这是莫斯科“赤化”廣東的關鍵步驟，生死存亡之際唯有“起而自衛”。“報載共産黨徒，以商人若有槍自衛，則共産主義，無由實行，故力争此械撥歸工團農團之信服共産黨者，以爲赤衛軍之用。由此可知軍械一案，非政府與商人之争，實乃客軍與人民之争，共産與反共産之争。”“在商人以爲商團一日存在，即政府一日不能實行共産，於是群起以爲商團之助。”
鲍罗廷的主张与行为，遭到國民黨要人不同程度的怀疑。吴鐵城于晚年回憶：“鮑在廣州陰圖赤化中國，攫取國民黨的地位，這一陰險的用心，我們早已覷破了的”。而胡漢民则認爲“這事並非全無辦法，這種商團，當然應該解散，但不是鮑羅廷的那樣辦法”。胡並向孫中山抱怨：“鮑羅廷教共産黨亂發傳單，一定要引得廣州市民都怕起來，教廣州的市面通通陷入恐怖之中。鮑羅廷是存心只管破壞國民黨的事。”
曾爲中共黨員的周佛海回忆鮑羅廷“告訴我們的策略，最重要的就是把國民黨分做左、右兩派。他把當時的中央黨部當作左派的機關，把廣州市黨部當做右派的機關，使這兩級黨部暗中互相排擠”，從而使中共獲取主動。鮑認爲国民党左派是未來“黨的核心”，“需要把它集合起來”，国民党左派和右派“分裂是必然的和不可避免的”，而且“黨只會從這種分裂中得到好處”，要“分裂國民黨，清除它的右翼腐敗分子”。鮑羅廷则在事后对聯共（布）中央政治局的报告中認爲：“國民革命運動實際上是一種難以想象的復雜的陰謀勾當”，“需要玩弄權術”，從而“迫使中國人違背他們的意志沿着國民革命運動發展的正確道路前進”。

### 鄒競先之死

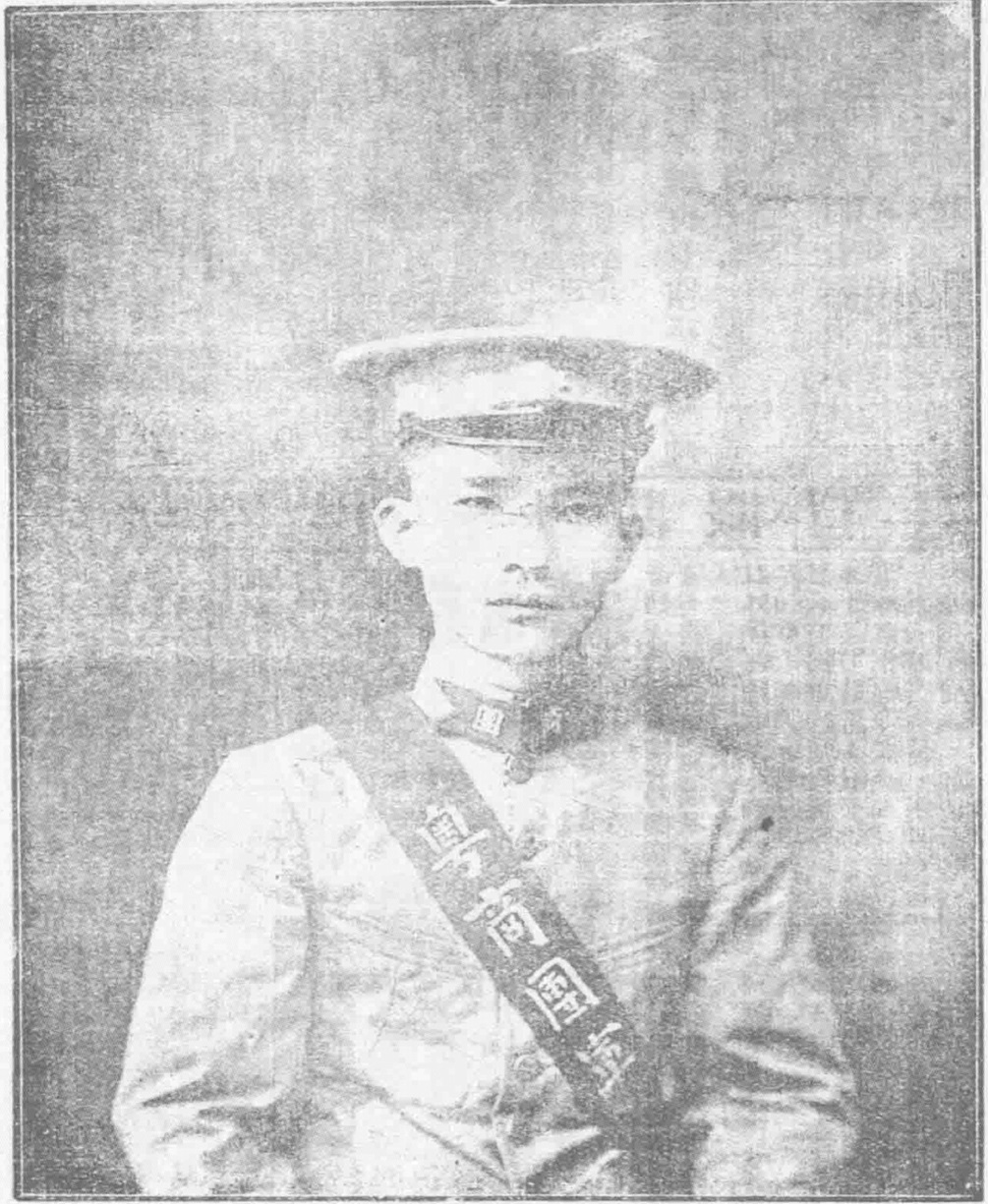
商团第九分团中队长邹竞先

鄒競先，南海金溪鄉人，曾服役於梧州商團軍。商團事變期間為永漢路正昌紙店股東兼經理，商團第九分團中隊長，已婚無子。據商團方的說法，扣械案之後鄒“憤當道强橫無理”，因此即使政府限制，也常常四處發放“商團辯白之文件”，遇“無論識與不識之人、鄒必爲之解釋”，並且常常撕毀街上抨擊商團的文告、傳單。
8月28日，鄒出美利權咖啡店後，被广州市公安局第一區警察林日雨、王勵等在所轄永汉北路捕获、區署長即將其解送公安局。公安局指其身上搜出孫中山大元帅府、市內各政府机关以及军队驻扎位置，政府驻兵人數和长官姓名手冊一本，其携带的传单則号召广东所有商团武装与政府对抗，“又在其鞋底搜出陈廉伯告商团团友传单一纸，劝商团抵抗政府”。由广州警备司令、公安局长吴铁城亲讯。鄒在審訊時則發表政府“强奪我商團軍械、箝制輿論”，“人民犯罪、國家尙公設律師、替人辯護、豈有壓迫一方、不許講話之理”、“我是正當商人、出任商團隊長、與流氓不同”，“我為三千萬人民而死，無怨無悔。今日殺不了你，死後我必化作厲鬼報復”等語，並且指“軍隊駐我地，我理應調查，問心無愧”。
隨後吳鐵城電告廖仲愷，廖仲愷認為鄒“在戒严区域内调查军队驻址及驻军人数,显系逆党受人运动,希图扰乱, 实属罪无可赦”。期間广州商团也策划派武装和巡逻车,在惠爱中路、西路、維新路北以 “巡查”為名,准备于看到維新路公安局押出邹竟先时,即截車“搶犯”。廖仲愷於是令吳對鄒當晚立即秘密槍決，使商團的計劃落空。
鄒死時23歲，留下遺書，謂“為地方犧牲，死得其所……望兄弟奮起殺敵，告團友繼續前行，勿喪志氣”。事後商團視鄒競先為“因公殉難第一人”，與以隆重紀念，輓聯“眞桀紂不殺商士、假湯武竟害乃公”等，並以每位團員捐款1元，交總公所轉給鄒氏家屬作為撫恤金。邓介石則在会上稱“邹竟先为国而死,为商人利益而死,设使商人屈服,献械倾家,亦不能满足孙文野心,为着阻止实行共产,商人如不猛省,以后无立足生存之地,亡团即亡家亡省”，並有人提議“鄒君就義地點、建立紀念牌”“建銅像或石像”

### 國際领事团的警告与“不许干涉中国”运动

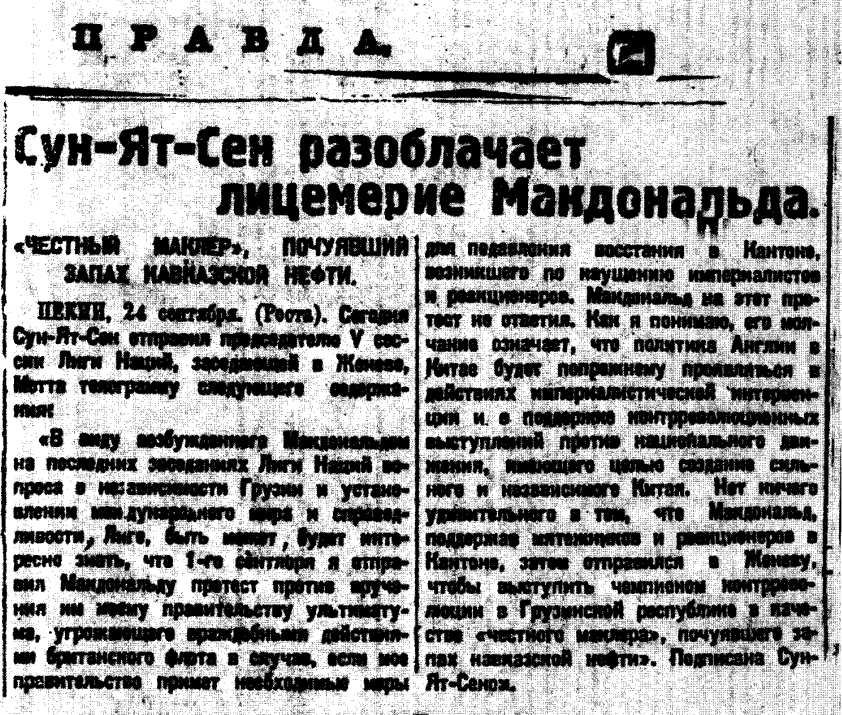
《真理報》關於孫文警告英國首相麥克唐納的報導

孙中山于8月26日向广州社团代表提出炮轰西关的威吓后，28日即饬令永丰舰升火准备行动。同日，派陈友仁面告法国领事，说政府将以大炮清除商团在西关设立的街闸，沙面租界对着广州市的一面，可能会得到流弹的危险。由于西关是广州市最富裕，人口最繁密的商业住宅区（楼下铺面，楼上住宅），而现在沙面也有受波及的危险，因此引起了外交风波。英，美，日，法总领事集议，以口头警告孙政府。由当时任首席领事（Senior Consul）、領事團主席的日本总领事天羽英二传达三条警告。27日，英國駐廣州領事致函廣州軍政府，提出警告，表示已經接到香港海軍總司令函，若廣州當局鎮壓商團，英國方面將軍事干預。日领事于同日晚11时，找到省长廖仲恺，廖对领事团的口头警告，表示谢意，并说滇军将领范，廖的调停已经成功，商人已答应明天（29日）复市。
8月29日，英国代理总领事翟比南（Bertram Giles）再致函傅秉常，并将日领事三点口头的警告写在函上：（一）如果有外国人的生命财产受到损害，孙政府应负全责；（二）抗议向无防卫的都市开火的野蛮举动；（三）如果有外国人的生命财产受到损害，领事团将可取自由行动。翟比南在函末说：“我现接到高级英国海军军官的通告，说他已奉香港海军少将的命令，假如中国当局对城市开炮，所有（在广州）可用的英国舰队，将立即采取行动”。翟比南这封信，又引发了一场外交上风波。廣州政府指此为商团勾结英国的证据。
9月1日，孙中山发表《为商团事件对外宣言》、《致英国麦克唐纳尔政府抗议电》，指責英国干涉，指“中国反革命党”屡得英国“历来政府之外交的及经济的援助”，认为英国领事的通牒“主旨乃倾灭本政府”，并且再次指责商团是“法西斯蒂党之团体”。在9月7日庚款签约（1901年）的纪念日，广东革命政府展开大规模的反帝国主义运动。孙亦发表评论，认为庚子条约是中国重大国耻，“義和團事件”来自于“帝国主义的逼迫”。由于庚子条约对列强当时在远东的利益尤为重要，因此英美舆论认为孙正在倾向布尔什维克主义。美国领事评论，认为孙中山现在无疑与苏俄政府采取了一致的行动（working in close accord）。9月4日，孫中山继续表示：“自广州汇丰银行买办（指陈廉伯）公开反叛政府之始，余即疑其此种反国民运动，必有英国帝国主义做后盾……本政府否认有炮击无防卫都市的残暴举动，因为在广州市中，本政府须用武力镇压的地方，只有陈廉伯的叛党作为根据地的西关一隅之地”。10日，孙中山再致电英国首相拉姆齊·麥克唐納，提出抗议。
扣械案一發生鮑羅廷就向莫斯科作了匯報，共産國際也認爲它是進行反帝宣傳和加强孫中山與西方對立的更好機會。9月4日，共產國際執行委員會發表宣言，譴責英國首相麥克唐納工黨政府、法國總理赫里歐激進黨政府計劃對華南進行武裝干涉，旨在推翻國民黨政府，破壞“中國民族解放運動”，支持“封建反革命”，共同壓迫中國勞動群眾。宣言稱陳廉伯為“叛亂領袖”、“匯豐銀行的代理人”，服務於英國航運利益。
9月11日，俄共（布）政治局会议重新审议了“孙逸仙问题”及“对中国武装干预”两份专题报告，指示契切林就中国事务发表声明，并通过外交人民委员部的提议，向中国提供2.5万卢布的援助。当时，北方直奉战争、江浙战争爆发。西方国家为了保护侨民与通商利益，向长江华北等地增兵，同时主张划上海为中立区，亦被共产国际与中共视为“列强武装干涉中国”的一部分。苏联组织了“滚出中国! ”援助会，反对“帝国主义”武装干涉中国。于是“‘從中國收回手去’的呼聲，全俄皆是”。《消息報》则强調：“英美法日資産階級對孫中山革命民主政權的進攻，意味着一場新的全球性戰争”。東方勞動者共産主義大學和西方少数民族共产主义大学舉行遊行，聲援广州政府。
當時正率中共代表团到莫斯科出席共产国际第五次代表大会的李大钊接受采访，认为曹锟和吴佩孚为首的直系受“英、美帝国主义”支持，张作霖与段祺瑞受“日本帝国主义者”支持。而“英国资本家和直系军阀”支持“反动的陈炯明将军”、“汇丰银行买办中国商人陈廉伯”“人称“纸老虎”的法西斯队伍”，反对“在华南掌权的是孙中山的革命政府”，目的是“外国帝国主义想让中国大乱,扩大内战并动摇中国的经济和政治生活…有利于他们侵略和奴役中国”、“如果南方政府不寻求工农的支持,敌人可能不费什么气力就把它推翻”、“中国共产党的任务,是向工农群众说明内战的原因和意义。中国共产党在全力支持南方革命政府进行反对外国帝国主义和中国反革命势力斗争的同时,还将组织群众进行阶级的和民族的斗争”。
9月22日，聲援大會在莫斯科大劇院舉行，大會主席團由拉狄克、馬克·曼奴斯、特來恩、片山潜及莫斯科工人代表組成。李大钊也参加并发表演讲，指“中国问题并不单纯是民族问题,是一个国际问题。没有世界无产阶级的帮助,中国的民族运动就无法发展”。。拉狄克則在會中表示：“中國國民之奮鬥，與世界人類之命運有極大關係，非區區民族獨立問題。中國革命若勝利，吾人即可得四萬萬之同志，故促世界工人援助中國，乃吾人歷史之天責。”共产国际同时发表《告欧美工人及全世界被压迫民众书》，认为帝国主义利用广州商团颠覆广州革命政府，号召“各国工人支援广州政府的斗争，支持孙中山镇压商团叛乱”。此外，英、法、美共産黨代表亦致電广州：“將盡全力向勞動群衆揭破麥克唐納、赫裏歐、柯立芝之惡行，及鏟除其陰謀”。孙文在得知欧洲各国共产党发起“不许干涉中国”运动状况之后，亦称赞“在自由的俄国，发出了“不许干涉中国”的呼吁。从莫斯科传出的口号……传遍了五湖四海，得到每一个劳动者的响应……这种同情比枪炮更加可靠。我们知道，苏联从不站在非正义一边，如果苏联支持我们，那就意味着我们掌握着真理。真理必胜，正义一定压倒强权”。

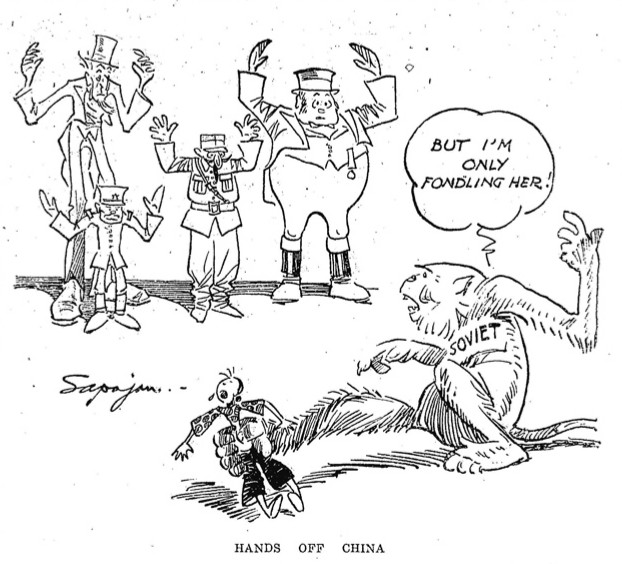
字林西報對“不要干涉中國”運動的諷刺漫畫

9月29日，部分报刊分析英国方面敌视孙中山的原因，称：“自孙中山发表对英宣言后，香港舆论对广州政府，抨击甚力。国民党首领，尤受英报毁谤。……在此半殖民地中，乃有煽动者如孙中山其人，实有加以压迫之必要。……中国将来若革命成功，必竭力打倒英人在印之专制政治。中山为实行革命以实现真正民国之人，故英国视为危险人物。”美国学者韦慕庭指出英国并没有直接介入商团事变。根据当时的外交电文，英国外交大臣对英驻穗总领事及驻港海军少将警告孙中山的行为颇不以为然。9月12日，伦敦外交大臣致北京英公使密电，显露出当年英国外交上对华所采的态度。电文中说：
驻广州代理总领事（乔尔斯）所举，极为不当。他不应以书面通知，而应以别种方法，非正式的使孙中山可毫无疑问的知道炮轰广州市的严重后果。如果您同意，您可以用这理由谴责他（乔尔斯）…驻香港的海军少将发出有关英国单独行动之命令，似更应受责。我拟向海军部建议，对海军军官引发有政治后果，而常擅自为是的事，应予以制止。您赞成否？
遷移到粵東的廣東省議會隨後也正式致電国际联盟，控告孙“歪曲事實”、是“擾亂了和平和國際友好關係”的叛亂分子。廣東省議會亦認為英國駐廣州領事制止孫“砲擊不設防的廣州”，是“履行了人道主義義務”、“絕不應被視為干涉”。事后，英国外交部责成英国公使麻克類严厉申斥这位未得到授权便自作主张的总领事。麻克類在9月5日給外交部的信中特别提醒説这將給布爾什維克分子提供“一個進行猛烈反英宣傳的良機”。学者张俊义则指出有些英国商人介入购械，但无论英国还是香港政府都没有策动或引诱商团与孙中山的广州政府对抗。北洋政府一直关注事态的进展，从北洋政府总统府军事处致吴佩孚等人的电稿看，直系军阀并没有唆使商团反抗广州军政府。

### 国民党北伐开始与冲突的缓和、反复
因九月初旬，江浙战争爆发，直奉战事迫切，而此前，孙与奉系、皖系订立“三角反直同盟”，遂决定出兵北伐进攻直系。9月4日，孙中山离开广州赴韶关北伐大本营，广州设留守府，派胡汉民代理大元帅兼广东省长。18日，国民党发表北伐宣言，称“此战之目的不仅在推倒军阀，尤在推倒军阀所赖以生存之帝国主义……然后反革命之根株乃得永绝，中国乃能脱离次殖民地之地位，以造成自由独立之国家也”。
9月10日，孙文发布告《广东人民书》，承认广州政府及其军队对官商“隔膜”负有责任。孫亦認為，商團與政府的矛盾原因在於“廣東與革命關係最深，其革命擔負亦最重”、“然轉輸供億，苦我廣東父老昆弟至矣”、“夫革命為全國人民之責任，而廣東人民所負担為獨多，此已足致廣東人民之不平矣”，因此“革命政府為存在計，不得不以強力取資於人民”。孫同時宣布其政府三條“改絃更張”的措施：
（一）在最短時期內悉調各軍，實行北伐。（二）以廣東付之廣東人民，實行自治，廣州市政廳尅日改組，市長付之民選，以為全省自治之先導。（三）現在一切苛雜捐稅悉數蠲除，由民選官吏另訂稅則。——孫文
此外孙还决定与东江“议和”，拟将广东交给陈炯明以换取他对北伐的支持：“余为顺应大局之趋势,即向陈炯明让一步亦无妨,宁放弃广东以向中原而跃进”。9月13日，廣州軍政府發表討伐陳炯明、曹錕、吳佩孚的通令。在廣州設留守府，以李福林為廣州市長。
9月15日，按之前滇军调定的要求，陈廉伯、陈恭受等发表通电，否认利用广州商团军图谋推翻政府，表示拥护孙、服从广州革命政府。胡汉民取消对陈廉伯、陈恭受的通缉令。9月16日，陈廉伯已通電表示服从政府，指“窃维广州革命政府为中华民国安危存亡所系，廉伯誓当竭诚拥护，以尽国民之天职。我大元帅宽仁为怀，谅蒙矜恕”，廣東省政府遂取消對其的通緝令:259:156。9月20日，韶關舉行北伐誓師典禮，分兩路進軍湖南、江西:154。孙计划将部队全部带往北伐。公安局长吴铁城离职，率领警卫军跟随孙到韶关北伐。其职位由李朗如继任、李朗如是大成药业陈李济的股东，因此与商界关系较好。
10月1日，廣州軍政府公佈扣械請領辦法，要求各商團分別請領，但商團要求政府將扣械送至商團總所，雙方爭執不下。汪精卫、胡汉民等反对孙文武力解决商团的主张，10月3日，主张严办商团的廖仲恺辞职，胡汉民再次被任命为省长。4日，孫在韶關授權胡漢民處理扣械問題。同日，廣東各商團代表在佛山集議，準備罷市。10月9日，孙科宣布下台。新任代理广州市长李福林转变态度，李福林取得商团同意，经孙核准，发还部分被扣军火给商团，商团纳款二十万，又允许政府抽一次特别捐，其数目相当于广州全市一个月的房屋租金，中止罢市计划。事态稍有平息。孙于是日下午电令蒋介石将扣械移交李福林。
10月4日，广东商团认为一个多月来，调解无着，政府反复无常，不可以信。商团以尚未领回被扣枪械为由，联络广州等188个商埠县镇在佛山开会，决定准备以“直捷手段”，发动笫二次罢市，停止纳税，并再次前往广州向政府表示抗议。广东商业联合会通电海外，呼吁华侨反对孙。9日,商团发出了总罢市的通牒。商团亦决定于10月10日国庆日起，再行第二次全粤总罢市，并宣布解决根本问题的新计划如下：

（一）广州六代表误商团，误大会，应将其代表取消，将争械之权交还代表大会，堂堂正正与政府对抗。
（二）争械仅为一部份，一时间，不值全省大牺牲，应进而解决粤局，向政府要求以下六点：（1）将孙文入粤以来所设立的苛捐杂税，一律取消，并裁撤其机关，永不得复抽；（2）将年来孙政府强行投变之官产，市产，民产，庙堂一律发还；（3）将年来孙政府扣留变卖之大小商船，一律发还；（4）将商团枪械全部发还，不得少见一枪一弹；（5）恢复全省人民自治机关；（6）将捕杀邹竞先之警察及区长枪毙，而厚恤邹氏遗族。以上六点，须政府全部允答实行，商团始为满意。
（三）此次仍以全省总罢市为利器具，先罢市，后要求，以免中孙政府缓兵之计。又罢市日期定十月十日，由代表大会通令全省一齐实行，不得彼此先后，自乱步骤。至政府完全将要求接纳后，仍须由代表大会议决开市日期，通令各属恢复原状。违者由大会宣布其罪状，视为公敌。
（四）如孙政府坚不允商团要求，则作长期罢市，以至孙氏下台为止。

（五）在风潮内，一切费用如罢市运动，团军移调，及团军作战等，均由每团户捐五十元一次支给。统由代表大会保管开销。

### 商团与粤军的暗联
9月5日，段祺瑞之代表許世英抵達香港，與陳炯明接洽。9月29日，“报载，陈炯明军因得商团赞助，已大举向广州进攻。共分为三路：第一路林虎，由河源趋增城；第二路叶举，由平山，博罗向石龙；第三路熊略、练演雄等，由淡水趋平湖。近来东江孙军多调往他处，广州及北江各处防务非常单薄，连日已节节败退。并闻孙军拟中左两路以横沥为第一防线，茶山为第二防线，石滩为第三防线，路则以口果为第一防线，增城为第二防线，石滩为第三防线。”两日后，陈炯明致电粤中各将领，促令迅速勘定粤局。经各将领协商结果，决定分东、南、北三路进攻。东路由林虎出兵石龙，直捣广州；南路由洪兆麟出兵潮汕，牵制联军左侧；北路由杨池生、杨如轩会同方本仁夹攻韶关。
10月7日，《益世报》载英文导报消息，谓：“陈炯明现与商团军实行联络”，“极力驱逐孙中山及其所部离粤”。又据日人方面消息称，陈炯明代表刘某与商团总司令陈廉伯在香港商会议定：“(一)商团军助陈部，反攻广州；(二)克复广州后，由商会筹款三百万，资助陈军，驱逐客军；(三)陈炯明须负交还商团军械之全责；(四)广东全省善后事项，由商团陈军两方，各派委员四人或八人，协商处理；(五)厉行自治；(六)实行清乡，收编粤籍民军云。”

### 廣州以外商團軍与政府軍的衝突
在此期間，廣州以外縣鎮的商团軍与政府军间亦又发生了兩件严重的冲突事件。第一件发生于南海县属的九江镇，滇军杨希闵所部因勒索税捐及「开拔费」不遂，与当地土匪联合进击民团。
第二件发生于东莞县城，東莞商團於8月27日起響應罷市。駐防軍團長羅星樞干涉，但商會認為罷市是商民自願承擔損失，因此未理會羅的警告。8月28日，政府軍指厚街富商、「竹溪商民聯團」創辦者王君晃通敵，與其會面後槍殺王。東莞商鄉團被激怒，群起攻擊政府軍。8月31日，政府軍嚴兆豐率200餘人從石龍抵達東莞，稱奉孫中山命令，要求9月1日上午9時前全面開市，否則以軍法處置。當日中午，東莞商會開會討論，準備派代表與嚴兆豐談判時。而城郊爆發衝突，難民攜家帶口逃離。
此後東莞城郊各鄉團集結。在十二坊等地，政府軍與商鄉團激戰3小時。9月1日上午，鄉團援軍達8500人，包圍東莞城。城內政府軍因人數不足不敢出戰，揚言若逼迫過急，將燒毀全城及十二坊，與鄉團同歸於盡。政府軍指責東莞商團投靠陳炯明，襲擊駐扎在當地的桂軍劉震寰部。

東莞縣長楊森在德國牧師繆嘉禮保護下出城調停，商團堅持要求撤軍並懲兇。最終，政府軍與東莞商鄉團達成和約，要求包括“軍隊出入城門須解除武裝；新來駐軍立即撤回，不得增兵；衝突為誤會，日後不得報復商團；十二坊由商團保護，不得駐軍”等多項條件。此後香港東莞僑團代表拜見孫中山，孫則指要派豫軍到東莞平亂。東莞代表則指“若與全體人民開戰，政府將無立足之地”。經調解，孫同意不調豫軍。香港東莞商會召開會議，致電廣州當局要求撤軍懲兇，並向上海、北京及海外匯款賑災。

東莞商團與政府軍衝突後的東莞縣城
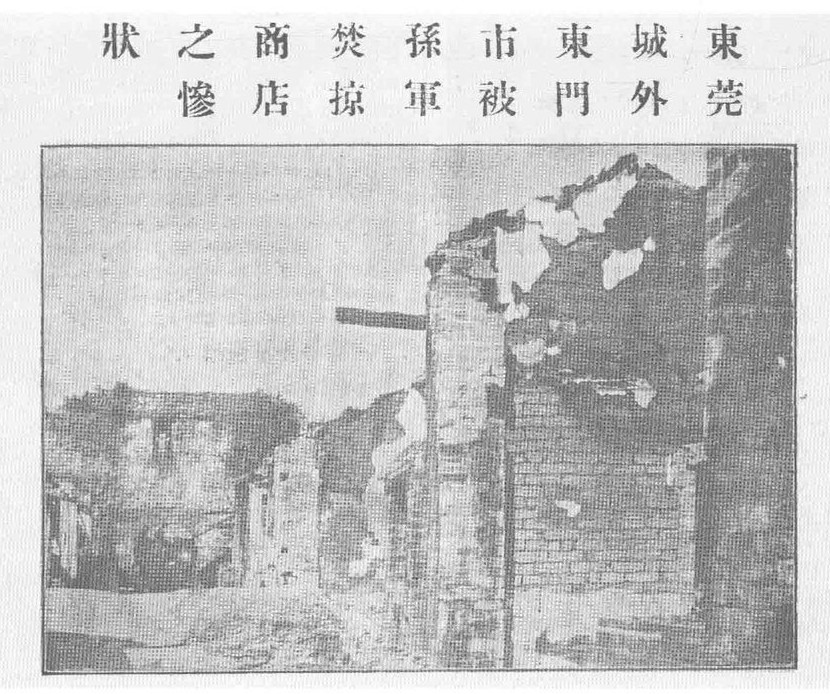
城外東門市
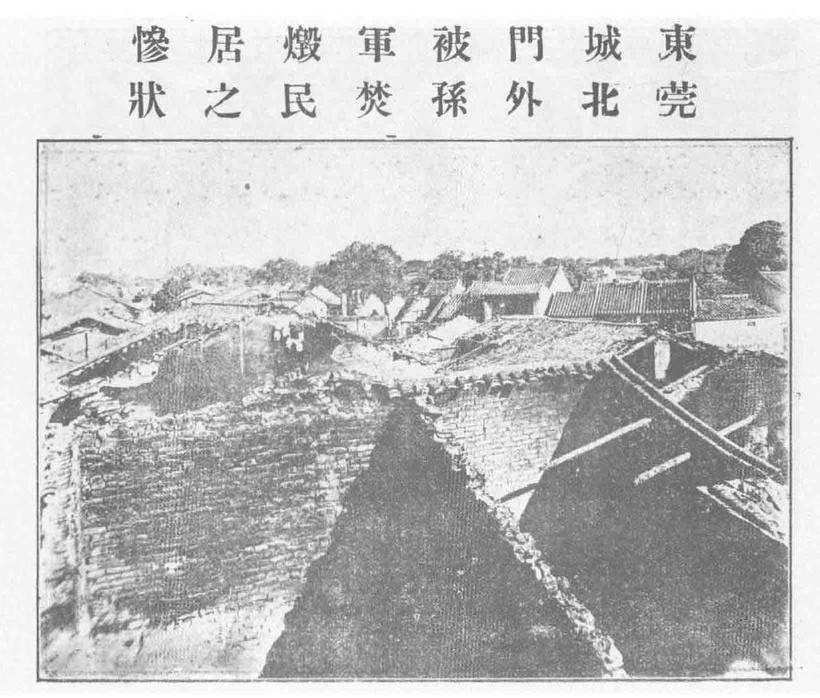
城北門外
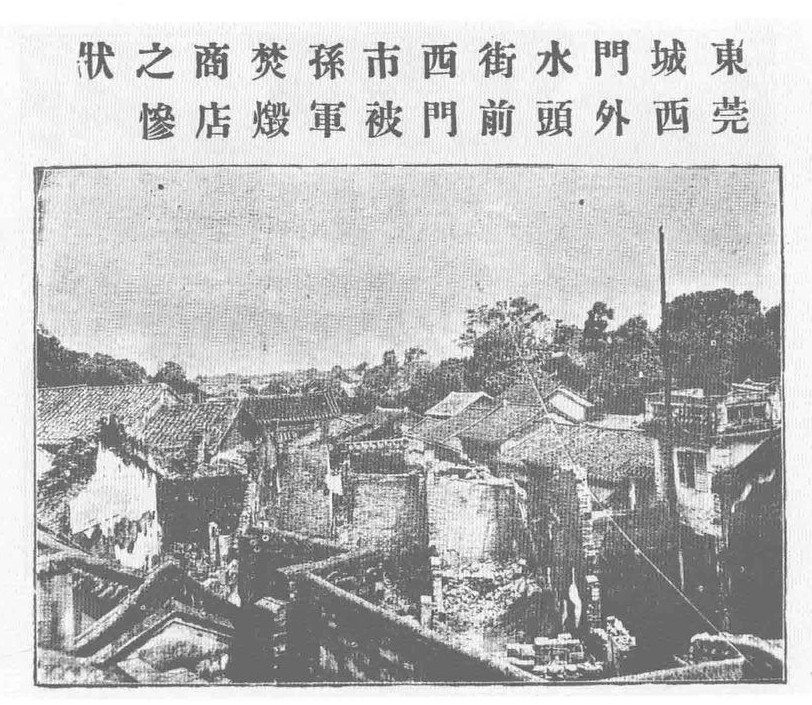
城西門外水頭街前西門市

### 苏联军舰的到来

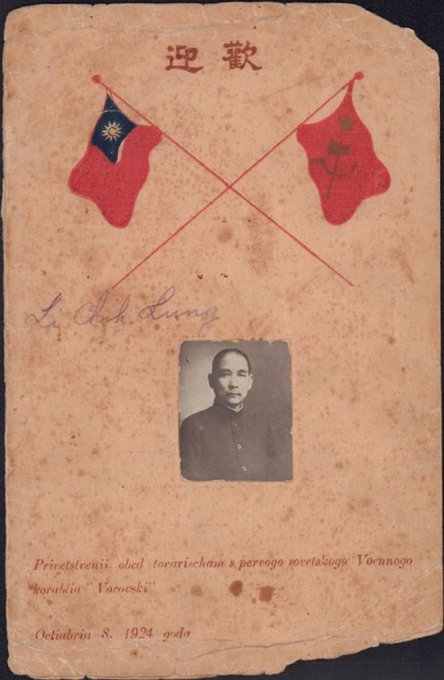
黄埔军校宴请苏联水手的菜单

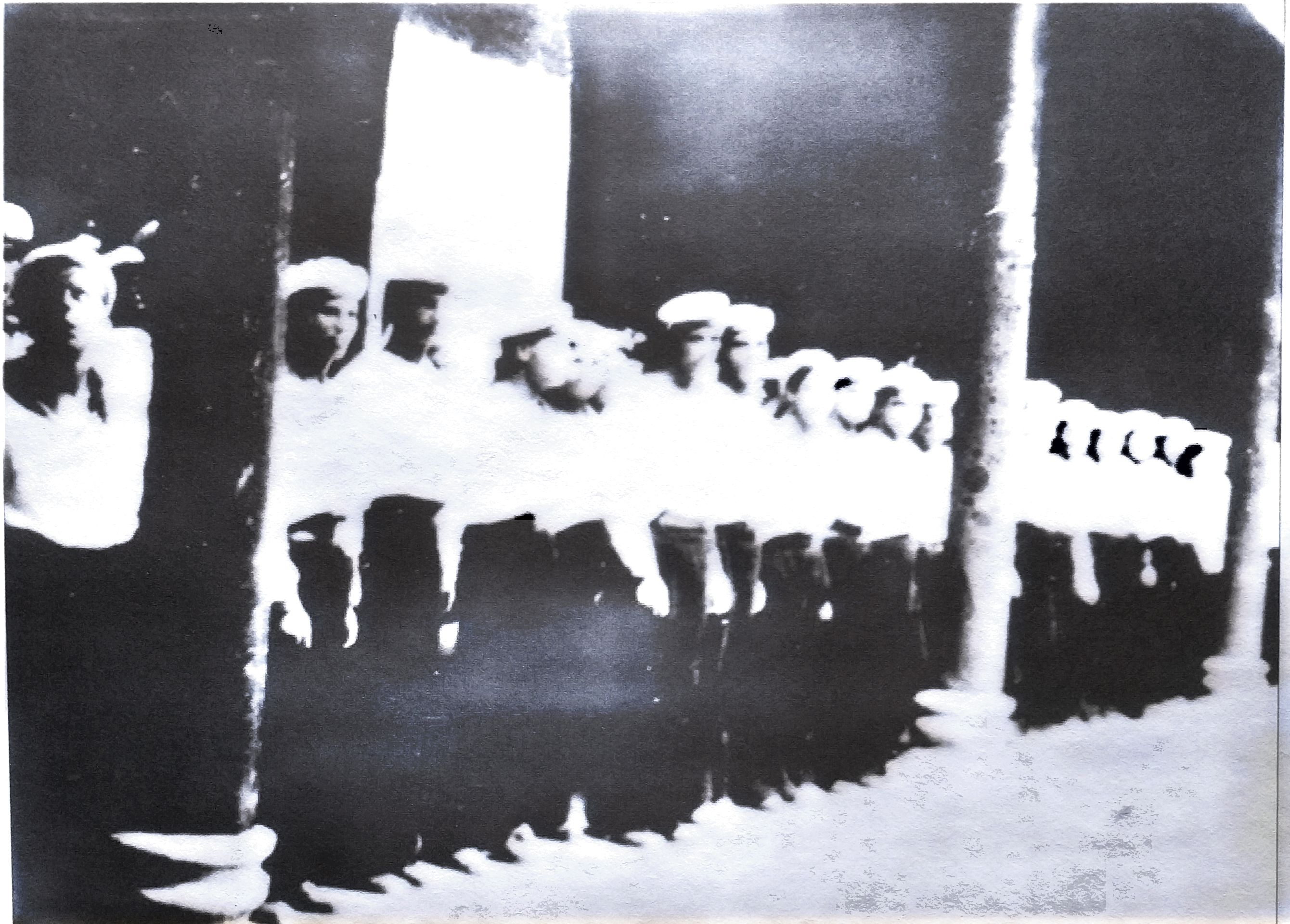
1924年10月初，苏联军舰「沃羅夫斯基號」运俄制步枪八千支到广州。图为苏联水兵和黄埔学生军联欢

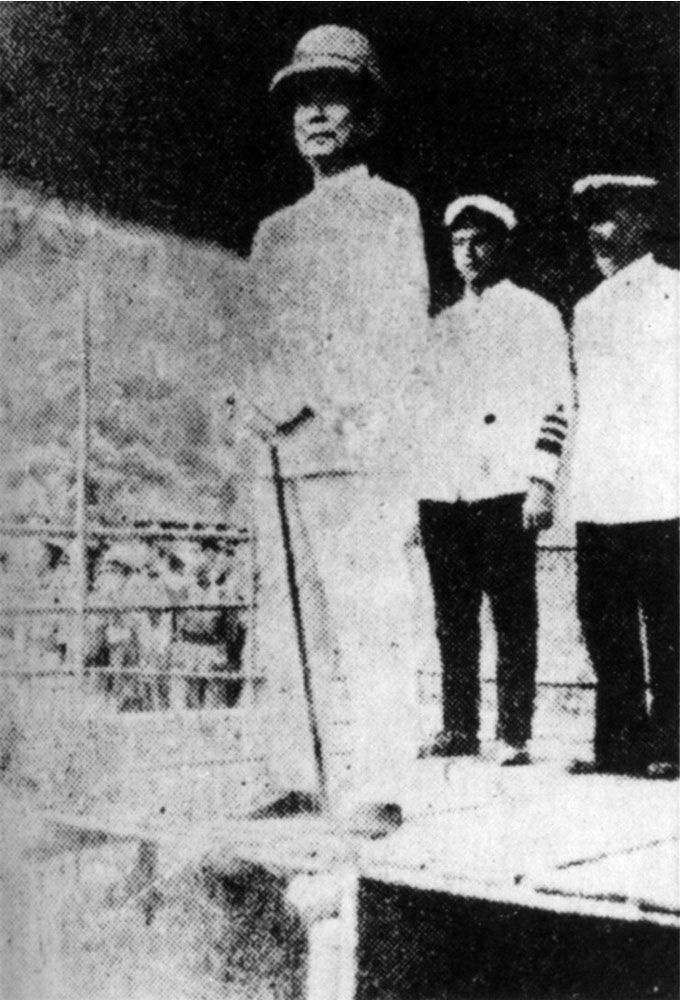
1924年10月10日孙文在韶关接见蘇聯舰长马克西莫夫时合影。

9月12日，孙中山正式致函苏联驻华大使加拉罕，请求援助，并宣称“中国与世界帝国主义公开斗争的时刻已经到来”。鲍罗廷一到广州便发现，提供武器的承诺是消除他与孙中山之间障碍的最有效手段。
蘇聯於10月7日依照1923年初《孫文越飛宣言》允諾援助，將第一批武器彈藥終於送達廣州。為避開英國皇家海軍的海上檢查，蘇聯精心策劃了「沃羅夫斯基號」軍艦的遠航路線，從波羅的海繞行至遠東海參崴，再秘密駛向廣州。該艦於1924年7月12日啟航，搭載8,000支步槍、100挺機槍、2,000萬發子彈、24門山炮、50門擲彈筒及價值10萬盧布的黃金，由18名蘇聯保密人員嚴密看守，同时随船抵达的还有一批苏联顾问。10月6日，軍艦在香港加煤時接到莫斯科密電，隨即改變原定航線，駛入珠江直抵黃埔島。10月8日晚抵達後，黃埔軍校全校師生動員，耗時一天卸載軍火。這些物資及蘇聯派出的軍事顧問，顯著增強黃埔軍實力，令原本情況大為轉變。
部分舰艇船员军官在卸货后，在舰长马克西莫夫率领下，受孙中山邀请乘车赴韶关参加“双十节”联欢。10月9日上午，孙先生在韶关飞机场参与“在韶各军庆祝武昌起义13周年暨北伐军阅兵典礼”检阅部队，受阅部队有黄埔军校第1期第1队全体学员及苏联舰艇官兵、吴铁城警卫军3个步兵连，还有赴韶关参加北伐的樊钟秀的建国豫军一部分，约有2000余人。在對蘇聯官兵講話時表示：“今天是中国革命最令人兴奋的一天，也是我一生中最快乐的日子。中国民众将永远不会忘记‘沃罗夫斯基’号的功劳。”同日孙中山致函蒋介石，强调“今日革命，非学俄国不可”，“我党今后之革命，非以俄为师，断无成就”。
苏方顾问切列潘诺夫认为，该舰停泊是“我国坚决支持孙中山政府的一次政治大示威”，并称“俄国武器及时赶来救援，鲍罗廷准确估计复杂形势，最终组织赢得了胜利”。后来蒋介石著作《苏俄在中国》也指：“國父在廣州建立革命政府,其根基未臻穩定期間,就有香港銀行的買辦陳廉伯,籌集大量武器和金錢,接濟廣州反動商團,企圖叛亂,來顛覆我們革命基地,蘇俄乃自動提議願以無代價的供給我們軍械。後來反動商團實行武裝叛亂時,蘇俄武器亦正在這個時候運到了廣州”。

### 廣州革命政府內部對北伐或留守廣州的争论
此时孙认为“武力解决”遭到广州政府内部除蒋介石和廖仲恺之外的絶大多数军政要人的扺制。孙亦预测时局危急，有舍弃广州并要黄埔军校师生北迁韶关之意图，于是密电蒋率全部学生军离开黄埔，若商团再发生罢市和反叛行为，应将收缴的商团枪弹与苏联军火一同运到韶关，参加北伐或训练卫队之用，“決不瓜分各軍”，“然我来韶之始，便有宁弃广州为破釜沉舟之北伐。今兄已觉广州有如此危急，望即舍去黄埔一孤岛，将所有枪弹并学生一齐速来韶关，为北伐之孤注。此事电到即行，切勿留恋。盖我必不回救广州也。当机立断，切勿迟疑”，“無款亦出，決不回顧廣州”，“陳賊來攻，我可放去，由爭食之軍自相殘殺可也”。
据任大本营参议田桓回忆孙中山当时曾表示：“我之来韶，目的在于北伐，为了破釜沉舟，放弃广州亦在所不惜”，并主张以“新到之武器，当用以练一支决死之革命军，其兵员当向广东之农团、工团（军）并各省之坚心革命同志招集，用黄埔学生为骨干，练兵场设在韶关”“请鲍（罗廷）顾问向各专门家代筹妥善，计划及招致特种兵之人才为荷”。
在孫看來，留守廣州一方面要面临“英国的压迫”（孫認為“英艦所注意者，必大本營、永豐、黃埔三處，數十分鐘便可粉碎，吾人對彼絕無抵抗之力”），一方面又要面臨“东江敌人之反攻”（“如再有石牌之事發生，則鹿死誰手，殊難逆料”，“石牌之事”即1923年底粵軍反攻廣州至石牌一帶被擊退），加上“客军专横,造成种种犯孽”。因此孫认为广州“不能一刻再居”，而北伐因為有奉系和浙江方面對直軍的打擊，能夠“此次一出”,“中原可为我有”,“百年治安大计,从此开始”。孙亦指示蒋，若无法立即将武器运往韶关，则次选方案是将武器分配给忠于革命、决心“起義殺賊”的部队，需仔细甄选可靠部队，集结后立下决死誓言，“必盡滅省中之奸兵奸商，以維持革命之地盤”，若无此决心，则不惜艰难仍将武器运往韶关训练卫队。
而蒋覆电不同意放弃广州，主张死守黄埔，并劝请孙回广州平乱:259-260 。“务望先生早日回省,是为今日之成败最大关键也”。蒋认为坚守黄埔岛更重要，而不是按照孙坚持北伐的计划：“不久逆敌必来反攻韶关,各军非准备南下,击灭逆敌,断难北伐.中正当死守长洲,尽我职务.尚请先生临机立断,勿再以北伐为可能,而致犹豫延误”，直到后来晚年败退到台湾，蒋仍然回忆起自己的抉择，认为非常正确：
總理的意思，就是認定粵陳、滇楊、桂劉這夥軍閥，既然把廣州看成一塊肥肉，本黨就不如乾脆捨棄，使之爭食， 總理即逕自帶著革命軍去北伐。但是我認為廣州和黃埔是革命的根據地，無黃埔，則革命軍必無立足之地，無廣州，則革命政府即無復保障，更無進攻退守回旋自如之根據，所以廣州和黃埔斷斷不可放棄。我當時就報告 總理：「埔校危在旦夕，中正決死守孤島，必不能輕易放棄此一片乾淨土的革命根據重地，致吾黨永無立足之地」……這自然是 總理對我和對軍校的愛護，亦由於 總理精誠之所感動，以及我對革命責任之自覺，仍決心死守此一革命根據地的孤島。後來廣州叛亂之敉平，黃埔之成軍，北伐統一之局的奠定，實以此為其張本。
中共对孙中山倾向于北伐而非留守广州的决策亦持否定态度，认为其仓促且具有“孤注一掷”性质，不仅无法“通过北伐推翻军阀及帝国主义”，对“反革命”做出让步反而“削弱革命力量”，“加剧广州局势恶化”。中共认为北伐实际上只有警卫军、 湘军、豫军和朱培德部的直属滇军随行，“缺乏真正革命军”，难以具备“反帝反封建性质”。而孙被国民党右派、中派包围，“高估了帝国主义和国内反动派的力量”，反而“助长了商团反革命势力”，导致广州局势的变化。蔡和森则认为北伐是“以广东还诸英国帝国主义的走狗陈炯明及买办阶级”的逃跑投降政策。邓中夏则认为孙的正确决策应是在广东与英帝国主义及其走狗商团“决一死战”，并指责谭平山率领刚刚组建的工团军、农团军随军北伐“更是错上加错”和“荒谬”。

### 双十西濠口交火事件
10月10日，广州商团宣称“恢复武装出巡”,谓“照得现值地方多故，宵小窃发…本团为保护商场起见，特于本年十月十日起，分令各团恢复武装出巡。如有扰乱治安、乘机抢掠者，无论何人，定即迎头痛击”。当日下午，在鲍罗廷的推动下，中共广东区委响应共产国际和中共中央的号召，发动广州民族解放协会、反帝大同盟、广州市工人代表会、工会、农会、青年团及广东工团军、农团军的五六千人等团体在广州第一公园召开“双十警告节”大会（由中共广州地委呼吁，从“双十庆祝节”改名），“聲討帝國主義與軍閥，揭露商團反革命陰謀”。
示威会场上遍挂“打倒帝国主义”“打倒军阀”“革命未成功，庆祝不必谈”等横额或标语。大会由孙律西主持，其言：“革命未成功，我们不应庆祝，应是警告。”出席者包括冯菊坡、周恩来、杨石魂、罗绮园、陈志文、高尚德等中共党员和社会主义青年团员。
周恩来代表民族解放協會發言，“號召團結反擊”，在会上发表演讲声讨广州商团：“不论帝国主义者、军阀政客、官僚或是买办与洋货商人，他们统统都是革命的对头。”他号召“工、农、兵、学、商团结起来”，“打倒帝国主义！打倒南北军阀！打倒一切反革命派！”，“我们不要以为反革命派的势力极大，反革命派的气焰嚣张，只要我们下定决心团结在一起，我们有工人可以武装，有农民可以自卫，有士兵可以作先驱，有学生可以做宣传，有商人可以做后盾，我们的实力便在此处”。中共广州地委领导人谭平山为大会，譚甚至主張將革命政府内的滇桂等“軍閥”部隊也列爲“反革命”而予以“打倒”。
集会结束时，共产党人号召参与者“冲出公园去向反革命派做示威运动”，会后举行示威游行，高呼“打倒商团，杀陈廉伯，拥护革命政府”等口号。同時商团派队至西濠口收械，與當日在廣州進行雙十節慶祝的游行隊伍發生衝突，造成商團軍與工团军和黃埔軍校生的交火。事件发生地为李福林与廖行超的防区。關於此次冲突之起因与过程，不同各方有相反說法，具體如下：

#### 親工团军方說法

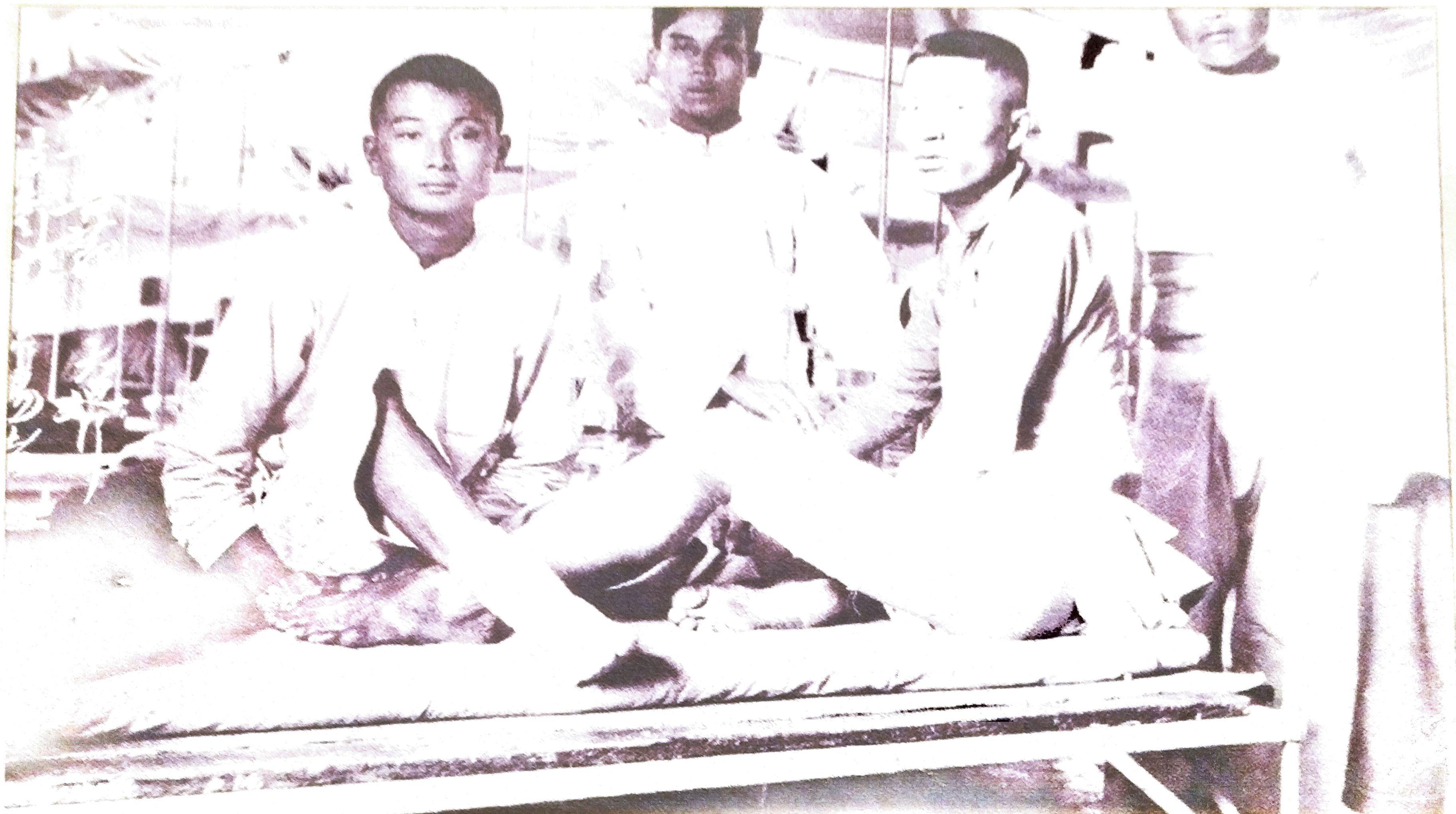
被商团军击伤的工团军士兵

根據中共说法，會後數千民眾遊行至西濠口，遭商團軍開槍射擊，致20多人死亡、13名工團軍溺死，多人被捕，中共定性為「雙十慘案」。而广东警卫军讲武堂学生指商团为“洋奴市侩”的反革命势力，指控其在游行中枪杀、刺杀、毒打“手无寸铁的爱国群众”，手段残忍，造成重大伤亡，被视为民族奇耻和人类文明倒退。
根据工团方说法，游行队伍以群众为主，军校学生排在首列，但都是徒手的。《向导周报》称：“参加遊行的群众里，沒有哪一個有武器。號稱工團軍、農民自衛軍，事實上是沒有武裝，而讲武堂的學生亦是徒手。不過各人手中都拿着各种标语的旗帜以表示警告的意义罷了”，“油业工人黄驹中枪击毙命后，复被剖胸割势［“割势”指割下生殖器］，死得最惨”包惠僧说：“参加大会的人都是徒手，没有任何人带任何一种武器。”茅盾批判商团“橫杀庆祝双十节徒手游行的群眾……割肚挖心，切耳朵……”乃“生番之不若”的兽行。
国民党方面记载：“農民工人學生婦女列隊巡行者，數逾二千，皆徒手無枪，忽被商團迎頭開枪痛擊。”“巡行者徒手經其地，商团疑將劫掠，突開槍击毙工团军数名，徒手群众伤亡数十人，事遂决裂。”海外国民党人读到英文报刊称：“西报快电，惊知广州商团军双十节日，向巡游队徒手工人学生乱枪截击，死伤男女数十人，失踪又数十名，当堂被剖肚、挖心脏、割阳具耳朵之工人一名。”邵元冲在日记写道，事发时“闻街中枪声隆隆，询系商团擅屠杀国庆巡行之工团军，而工团军为徒手，商团则持械实弹者也。”
孙本人在事變後表示：“商团竟于领得大部团械之时，枪杀国庆日徒手巡行之群众数十人，剖腹挖心，备极残忍”，“陈廉伯已经预备了在国庆日收回枪枝之后便造反，所以预先便在西关招了两三千土匪，假充商团。最奇的是那些假充商团的土匪，在国庆口不但是打死人，并且把打死了的人刨肝剖肺、劏头断脚，把那些死尸分成无数部分，拿到沿街示众，惨无人道。当日，政府也没有把商团有什么处分。商团的不良分子，便从此以后目无政府，专唯陈廉伯之命是听”。《李仙根日记》則称：“商团将政府发还枪起卸，适双十各界巡行队到西濠，商团放枪，伤人无算，死数十人，且劏工团军一名。恶感益深，各军及党人见商团行为，群已拟解决之矣。”
苏联真理报报道，“「老虎队」（指商团）干擾示威活動的進行，並突然在人群中引起轟動”，“有些人開始自衛，但由於手無寸鐵，他們被殺或受傷”，“老虎队抓捕民眾，連婦女和兒童也不放過。大約有 100人被鎖鏈鎖住並遭到無情毆打……看到屍體後興奮不已，用刺刀刺死屍體，把屍體切成碎片，把所有責任都推到屍體上，挖出內臟、心臟，表現得像野獸一樣。隨後，警方拍攝了被殺害和折磨的受害者的照片”，“10月10日這一天被稱為「黑色星期五」。總計造成20人死亡，100人受傷”。
《京报》评论认为：“李福林于10月9号早9时见胡省长，省长立下手令，由李福林带示黄埔军官学校蒋介石，随即领出长枪四千支，子弹数十万。时已夜深十二时矣，各学生均入睡乡，故尚余枪一千五十支，子弹一百万，未能取出。连夜运送省城。先是商团于一星期前已预备罢市，至是日清晨，李福林在西濠口起运枪支，驰告商团领取。是日适迹国庆，学工各界整队巡行庆祝，道至西濠，值商团起卸军械，不知因何误会，商团遂发枪毙警卫军学生四人、工团队二人、车夫一人，路人受伤者甚多。商团并将工团死尸一具剖腹挖心，割下阳具，陈尸西濠。事既发生，各界均欲调和息事，且前由商团副团长李颂韶允于领回枪四千支后，即行开市。今不特枪已交发，且并一切杂捐亦命令取消。其余枪支，政府允于14号发给一千五百枝，两月后再发三千支，李福林市长因据以质问商团，各界代表亦至商团总事务所劝商团不可抵抗政府。而商团则坚持须解散政府，遍贴请孙下野、曹帝吴王之揭帖，显见其受吴佩孚及曹锟之指使，为谋叛的行为，不关商人自卫也。”

#### 親商团军方說法
事后香港亲商团媒体出版的《广东扣械潮》描述冲突爆发称，“工农军自西瓜园而来…及抵西濠口与运械之商团相遇，商团请其让道而行，工团军不允，且复大呼如前”、“工团军竟有一人自怀中拔出手枪，向天开放示威。商团以为工团军意图夺械，遂还枪轰击”，“一时彼此散开，互相轰击，开枪约三四百响，始告停息”。商团方面称此事件为共产党人与孙政府设下的“还枪一面、夺械一面”的“毒计”,对于中共指商团军对工团军尸体“挖心肝”的指控，商团方则认为是中共对商团的污蔑，认为是其趁机向孙文耸动镇压商团捏造的事情。
香港德臣西报，指商团军在口角中首先对天开枪，冲突中商团军两人受伤，工团军死亡6人，上百人被俘。其报道称，商团军要求工团军游行队伍改道，工团军拒绝，而在争执中由口角迅速升级为暴力冲突，“双方开始正式交火。工团回击，群众中爆发了恐慌”，大量的行人为躲避火力四处逃散。报道声称该报记者与采访对象当时身处周边酒店，目击冲突经过，指断续的枪战持续约半小时。随后李福林率领的正规军福军加入战斗，使得商团军赢得胜利。部分工团军试图逃跑，被福军的步枪射杀。也有一名苏联军官在岸边和马路上巡逻，检查工团方伤员并维持秩序。在冲突过后，工团军的俘虏被福军与商团军拳头、棍棒与枪托殴打，被送往河南的福军总部。另外有一穿便服的人用刀取出工团军死亡者的尸体心脏，在工团军俘虏面前展示，声称要“为商团而死的团军（邹竞先）献祭”。大部分人在此次冲突后都认为会进一步爆发新一轮暴力冲突。
《華字日報》報導，引述該報多名專訪員的記述，其中一人稱，在工團軍隊伍與商團軍對峙期間，互相辱罵。工團軍有人宣稱將來要“拿獲陳廉伯”並處以死刑。“忽而槍聲突起”，而商團軍以為有人要搶奪正在卸貨的團械，於是開槍向巡遊隊射擊，而另一人則稱工團軍“前隊為首數人先響槍示威，商團軍與福軍聞警，一律還槍”。記者亦記錄戰鬥過後，有人將已經死亡的某個執大旗的工團軍屍體“胸部剖開”，“不知此人與該工團軍有何夙仇也”。
香港的英文士蔑西報指商團軍與工團軍的衝突由工團軍遊行隊伍挑起。商團軍在李福林許可下於碼頭卸載武器，遭千名工團軍衝擊並首先開火。商團軍反擊，擊潰對方，逮捕80人，交火造成至少14人死亡，數人受傷。報導稱商團軍冷靜專業，而工團軍挑起衝突後嘗試脫下制服混入人群。此後商團在一名警衛軍的屍體裡找到一封孫文簽署的信，指示他們扣押所有正在卸貨的武器和彈藥。交火结束后，在场的福军也协助商团军，逮捕了在场的部分工团军。
孖剌西报则采访后来乘坐客轮到香港的目击者，指称商团军在码头搬运武器时，“一大群“红军”突然出现在现场。他们推开街头卫兵，开始向武器卸货地点进发”。商团军担心工团军冲击商团军阵地，并且为吴铁城警卫军的前锋，要求其改道。工团军反对，并首先对商团开火。冲突爆发后，李福林与广州的宪兵、警察赶到，帮助商团军，导致工团军大量弃械投降（注：同篇報導前文又有指商團方先開火的矛盾說法）。
《益世报》谓孙中山得知商团罢市，“乃授意李福林通知商团，准于十日先将枪械四千余支无条件交还(或云二千支)，以和缓罢市风潮。商团总部遂于十日正午，召集团军二千余人，全副武装，列队前往西濠口接收。李福林则预先用舰由黄埔将械运至海珠，再由海珠用盘艇运至岸。商团由西濠口码头用货车装载，三四箱为一车，沿途由团军押运经太平路至总部，福军及保安队亦到场协助。当起运时，沿途戒严，禁止车辆来往，但系重要人物乘坐之汽车，尽可通过。论至下午二时半，忽有警卫军、讲武堂学生及工团军三大队数百人排队至此，商团以双方正在点交枪械，恐因此混乱，或生不测，劝令让路。工团军等不从，即起冲突，互开枪轰击，枪声隆隆，行人奔避。工团军溃散，商团军以所谓工团军者，俱是地痞盗贼，并非正当工人，乃奋勇将其包围。计工团军被伤毙者二三十人，被沿途捉获者数十名，当即解往西瓜园总团部，将转解当局发落。闻有十余名则由福军解往河南福军司令部，商团军死伤数名，路人亦有中弹者，至三时半械始起完。闻商团决议，须待枪械全数交回，方不罢市。”
此次冲突之结果，据12日香港电称：“工团死七人，伤十余人，商团死二人。李福林军死四人，路人亦误毙多名。”另有消息称：“是役之结果，工团军被击毙者十五人，溺死者十三人，被擒者五十人。商团则死者一人，伤者二人而已。路人死者七人，溺死者十二人云。现闻工团军团长施卜纷诉各要人，要求一面保出被拘在福军司令部之工团军，一面调大军惩办商团云。商团因积极戒严，西关一带，已筑炮垒，并堆积沙包，预备大战……商团此次，已下决心倒孙，并确要请陈军，从速反攻，彼即从中发动云。是此次风潮，不过其发端而已。”

### 雙方備戰與部署

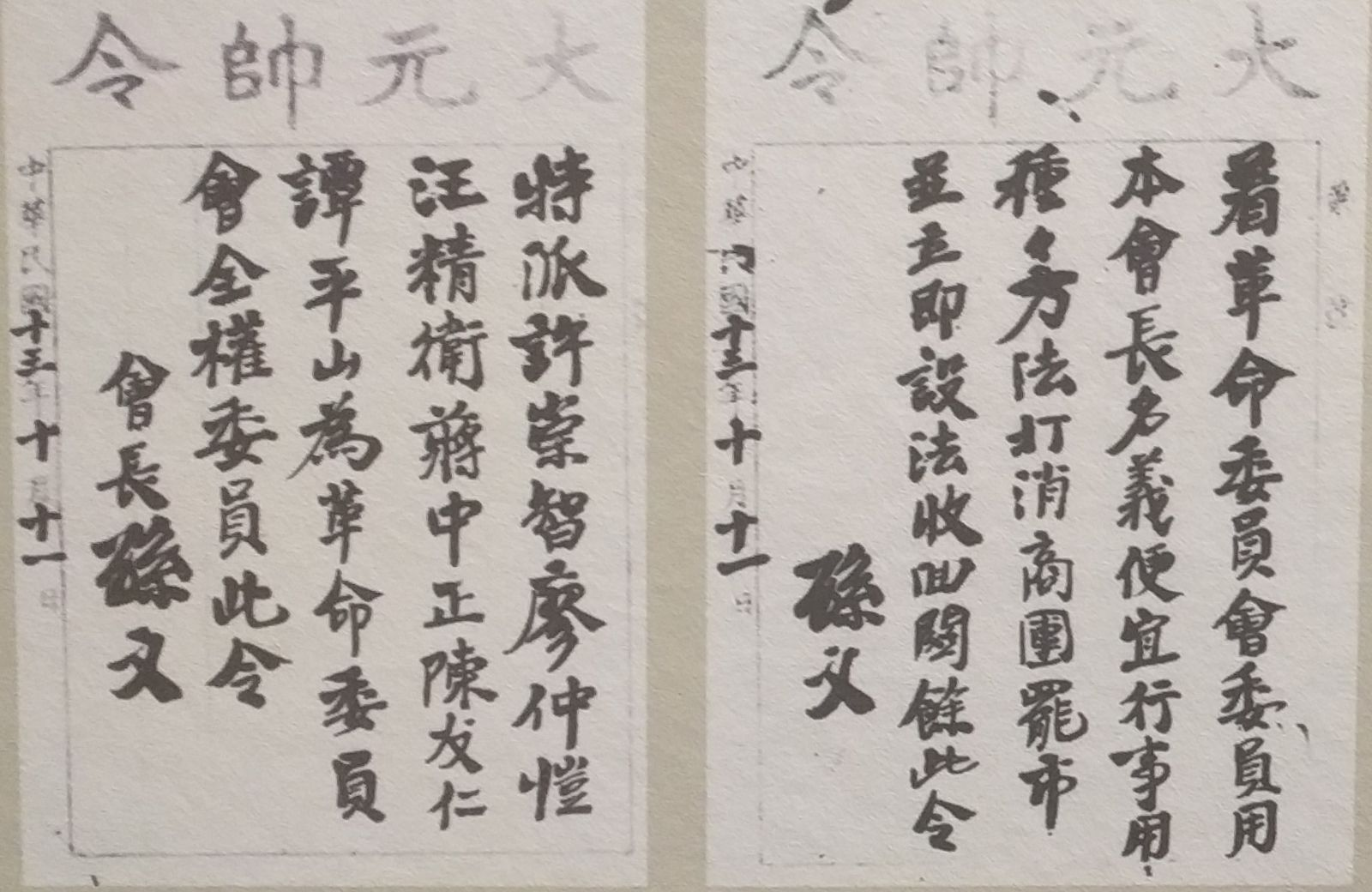
孙中山给革命委员会的手令

孙文认为商团的举动是陳炯明進攻廣州的計劃，急電胡漢民，蔣介石，并指商团与粤军勾结，“商人罷市與敵反攻同時並舉，是叛跡顯露，萬難再事姑息，生死關頭，惟有當機立斷。如果確有其事，則用幹部及其他學生協同福軍忠勇之士，臨門勸告，如有不從，即日將貨舖充公。此事當向西關最反對政府之店戶辦起，並請將能作衣服之貨物，先行運韶……陳賊與逆商本不足平，只要諸兄心決膽定，勿為物議所搖，則革命前途幸甚”。
双十冲突发生后，中共广东区委发表宣言，强烈要求严惩广州商团。孙在韶关获悉前日事件的消息后，令胡汉民“立即宣布戒严”，但亦认为“北伐重要,不能回省戡乱”。他指示蒋介石收束军校,将扣械和苏联支援的武器运韶。而鲍罗廷立即指示蒋介石向孙中山请战，并称工团军及学生“被商团击毙数十人”。孙闻讯震怒，据侍卫李荣回忆，其愤怒程度“生平以此为最”。鲍罗廷在秘密报告中称，此事件为主张镇压商团的一派“提供了绝妙的口实”。
在鲍的授意下，中共广州地委当晚决定要求国民党政府立即镇压商团，并发动广州及周边工农学各界向政府请愿，准备镇压行动。中共广州地委、青年团广东区委亦发表《为双十节屠杀事告广州市民》书,指出,“广州市双十节的大屠杀,谁也知道是广州反革命的商团所为”,“英国帝国主义、买办阶级陈廉伯等洋货商人陈炯明”等,“统都是这次屠杀的最有关系者”,告市民书号召广大人民群众团结起来,“解除商团武装,实行国民革命,建立起工农兵学革命大同盟”，中共主张“立即以少数可靠的革命军力向一切反革命的商团和军阀下总攻击,以决最后的死战“，“不出两途: 一是政府塌台,一是商团解散,绝对没有妥协的余地。“
鲍罗廷同时主张成立鎮壓商團的“革命委員會”，在他擬就的人選中，主张排除汪、胡。而孙開始完全接受該方案，在致函蒋介石时，认为胡汉民、汪精卫可以不加入革命委员会，因为“汉民已失此信仰”、“精卫本亦非俄派之革命”、“汉民、精卫恐皆不能降心相从”。同时孙也致函胡汉民，劝其对商团强硬“不可姑息”。後經蔣介石力争，鮑接受“汪進胡出”的折中辦法。胡被剥奪“表决權”。鮑則被孫任命爲革命委員會顧問，遇孫缺席時“得有表决權”。10月11日，孙中山组织革命委员会，自任会长，特派蒋介石、汪精卫、廖仲恺、许崇智、陈友仁、谭平山6人为革命委员会全权委员。孫電飭胡漢民「立即宣布戒嚴，並將政府全權付托於革命委員會，對付此非常之變，由之便宜行事以戡亂」:158。孫於10月12日決定鎮壓商團，同時又決定不返回廣州:687，12日和13日，孙曾先后两次电令胡汉民将政府全权移交革命委员会。
10月12日，陳廉伯赴港會見陳炯明部將洪兆膦，請求其從東江進攻廣州，並據傳向港督尋求支持。公安局长李朗如目击这种情形，以局长和商人身份前往叫开木闸，並到亲到总商会召集商人开会，要他们缴械。
黄埔軍校此時成为策劃鎮壓商團的大本營。鎮壓行動發動前夕，鮑、蔣二人頻頻致電遠在韶關行營的孫中山，促其返穗“震懾”。鮑“積極參與了策劃反對商團的各種計劃”，蘇聯顧問列密和切列潘諾夫也參與了計劃的制定。該計劃規定，各軍應於10月14日夜或15日凌晨向商團發動攻擊。在軍事計劃中，鲍罗廷將革命政府的軍隊分爲直轄與非直轄兩類，非直轄部隊即包括“軍閥”範石生、廖行超、許崇智所部，若其“不欲舉動”則由直轄部隊“舉事”。
当时，鲍罗廷和胡汉民在处理商团的方式上存有歧见，而且他们所依靠的力量也各不相同。据鲍于10月14日上午写就的《关于革命委员会的报告》显示：作为革命委员会的军事委员长，蒋介石所领导的军队是鲍罗廷一派的直辖部队，包括：“(1)黄埔学生军；(2)飞机队；(3)甲车队；(4)吴铁城宪兵学校的学生；(5)吴铁城的警卫军；(6)滇军干部学校的学生；(7)陈其美湖南干部学校的学生；(8)工团军；(9)农团军；(10)兵工厂卫队。”这些军队以黄埔学生军和吴铁城的警卫军为主力，其中黄埔一期生499人，警卫军一千五六百人，加上其他几种(除却工团军和农团军，他们当时的主要任务是放火)，共计应3000人左右。除了蒋介石领导的军队外，广东革命政府的军队更多属于听命于孙中山的非直辖部队，与胡汉民的关系更为密切，包括：“(1)粤军李济深的第一师；(2)粤军张民达的第二师；(3)范石生的滇军部队；(4)廖行超的滇军部队；(5)许崇智率领的粤军其他部队。”此外，还有李福林的福军，谭延闿的湘军，刘震寰的桂军等，共计不下2万人。后来由商团出资编纂的《广东扣械潮》一书，认为镇压商团的策略应为胡汉民所定，并为“非直辖部队”安排重要角色。
有学者认为，胡汉民在动员李福林的“福军”时使用了“激将法”，使李福林为了避免“串通商团”的嫌疑决定出兵，李指：“大元帅既疑我，我当有以自明。苟政府下令剿商团者，我登同当率兵打头阵”。在确定武力镇压的政策后，范石生和廖行超也曾犹豫不决，主张中立。但是，范、廖此前担任调停，并一直被认为与商团关系良好，其主张遭到其他各军的反对，以“如各人均走，两君岂能在市内立足”相劝告，其后两人改变态度，决定以严厉手段对付商团。其他各军则抱着“趁火打劫”的心态，“讵知胡汉民等已决定以兵力解散商团，各军亦闻令大喜。盖可藉端劫掠全省最繁盛之西关商场，而大发洋财也”。
10月13日，根據孫手令，革命委員會飭令胡漢民解散廣州商團機關，將商團軍繳械:159。胡漢民宣佈廣州戒嚴:262。大批軍隊由东江前线亦调返广州：「令警衛軍、工團軍、農民自衛軍、飛機隊、甲車隊、兵工廠衛隊、陸軍講武學校、滇軍幹部學校學生，統歸蔣司令指揮」:688。同晚，吴铁城的警卫军从韶关连夜赶回广州。
当时一些报刊，如《向导周报》、《申报》等均称孙已经秘密返回广州指挥镇压，但未有确切日期，同时期的国民党机关刊物《广州民国日报》则以辟谣的方式登报否认。部分学者著作，如中山大学学者敖光旭，认为孙嘱鲍及苏联顾问对部队进行巷战训练，以投入战斗，随后于14日夜密返广州。但根据中共党史研究学者张秀梅、陈志刚考证，孙在镇压期间并未返回广州，而是一直留在韶关进行相应的命令与部署。孙在事变之后的10月30日才自韶关返抵广州，并在11月13日偕夫人宋庆龄等人启程北上。又如直到后来解密的当时孙与胡汉民、蒋介石等人的通信电报，都是从韶州与广州之间来回。
期间，中共领导人谭平山、周恩来、陈延年等人亦参与临时军事指挥部工作，动员广州工人及市郊农民配合镇压。入夜时分，陈廉伯下令各分团团军于14日下午5时至西关集结，陈廉伯之弟陈廉仲在沙面召集邓介石、李颂韶等商团领袖会议，计划在15日拂晓出兵攻下广州城内省署、公安局以及财政各机关。10月14日，孫又任命胡汉民为代理革命委员会委员长，廖仲恺为秘书，蒋介石为军事委员会委员长。
商團代表此間曾拜會廖仲愷，警告若廣州發生戰事，損失將極大。廖仲愷則強硬回應，稱「廣州剩二成人已足」，意指即使犧牲大部分人，保留少數人亦足以維持革命政府。胡漢民同樣態度強硬，胡廖均強烈支持對商團採取武力鎮壓。而譚延愷反對此行動，認為戰事將導致嚴重後果，向孫中山力諫「勝則無市，敗則無兵」。與商團来往交涉几天无效果後，胡汉民、卫戍总司令杨希闵会衔布告，限商店于十三日开市， 否则予以军事处分。杨希闵以交涉几天毫无结果，下令要烧木闸，交任务给公安局，要李朗如率领福军焚烧太平门木闸。李朗如則要求給更多時間，並“不愿意焚烧自己的家乡”。最後決定胡漢民決定把李朗如留在省长公署，看管达四小时后，後杨將李撤職，以吳鐵城繼任。吴铁城在接任一个小时后,立即下令把广州西关的电话线完全测断,阻止商团的联络。
胡汉民于13日下午4时半在广东省署召开了紧急会议，“范石生、廖行超、李福林、许崇智、刘震寰等代表均列席，讨论应付方法。会议亘十小时之久，最后分两步进行，第一步由范廖两人出名向商团劝告，着令即日开市。倘仍属无效，则实行以武力解决”。
入夜时分，陈廉伯下令各分团团军于14日下午5时至西关集结。當晚,陈廉伯之弟陈廉仲在沙面召集邓介石、李颂韶等商團留市各分团长及总团部重要人员在沙面召开了紧急会议,由李颂韶主持,会议久而未决,一部分也想开市暂时缓和一下,但总团部秘书关楚璞坚持不可,遂散。会议计划在15日拂晓出兵攻下广州城内省署、公安局以及财政各机关。
14日拂晓，商团军在西关构筑街垒，封锁市区，发布紧急戒严令。商團於西關张贴“孙文下野”、“打倒孙政府”等反孙传单标语，“市中攻击政府及求孙文下野之传单，散布各处”，更有“以孙文之肖像粘贴张傍，用钉钉之者”。“又剪出报纸或书刊上的孙中山像，剪开两截或两片，倒贴街上，有些像之双目被挖去，伴以一联曰:“一世只凭三寸舌，再来不值半文钱。””
商團的軍事部署包括，在廣州市內，將全市槍枝集中西關，架設天橋、炮台，沿長庚路、豐寧路、太平路至西濠口等要道，於西門口、白糖橋、太平橋、普濟橋等街口設木閘、沙包，拆街石築堡壘，分隊駐守。武裝團員分組巡邏西關至西門一帶，部分配備武裝汽車。商團聯防總部秘書長關楚璞在部署期間亦則拜訪駐亞洲酒店的滇軍將領范石生、廖行超，爭取其在起兵時「嚴守中立」的密約。在廣州市外，則策動各縣鎮商團、鄉團圍攻廣州，鼓動粵漢鐵路沿線新街、源潭、琵江等地民團響應，計劃若北伐軍回援，即破壞鐵路。。
据美国驻广州领事报告，认为商团以推翻广州政府，夺取政权为目的，来赢得滇军的支持。商团方面认为以滇军范石生、廖行超与福军李福林均表同情，又有各县乡民团为后盾，及外国领事团的同情，以为孙政府不会采取激烈的武力，故集中西关，戒严防御，拒绝复市。孙亦從韶关写了一封亲笔信给廖行超、范石生二人，要其“务要拥护革命委员会”。而港英輿論本認為李福林為河南統治者和廣州市長，本應支持商人，但出人意料帶領部隊攻擊並參與搶掠。滇军范石生、廖行超原本被認為是調解者，可能傾向於支持商人，但他們選擇中立，僅保護自己的「勢力範圍」，部分士兵亦加入了進攻。
“广州政府既下14日解散商团没收团械之命令，即分令滇湘桂福等军及警卫军，分赴西关毁拆街闸”。“当布告发出后，当局犹以为商团可以威吓，自能贴伏缴械。不谓商团中人，既抱与械存亡之念，解散令下，益紧闭街闸，于扼要路口堆叠沙包，预备决一死战”。共产党的杂志《向导》则报道，港英政府“从香港暗输军火给陈炯明，以香港为陈炯明阴谋密探的中心地”，“令攻广州”，“颠覆广州革命政府”，“利用广州的买办阶级，暗输军火给他们，组织所谓商团，阴谋直接扑灭广州革命政府”。当日，孫中山命令胡漢民代理革命委員會會長，廖仲愷為秘書，蔣介石為軍事委員會委員長，各軍出動平叛。
孙文发出“平叛”手令後，与苏俄政府代表鲍罗廷为顾问，并下令胡汉民并转告杨希闵、许崇智、刘震寰、李福林：“收缴商团枪支刻不容缓，务于二十四点钟内办理完竣，以免后患”“否则，东江逆敌反攻，必致前后受敌”。根据日后在美国发表的鲍罗廷本人所作的报告，是日会议中，即决定以全力围攻西关，限于24小时内结束战斗，一鼓扑灭商团。各小队伍如工团军，甲车队等统归蒋介石指挥。又以汪精卫为政治部长，周恩来，廖仲恺，谭平山等三人副之，以「筹划革命委员会及各军队的行动」。蒋中正随即将黄埔学生调入市区:262。

### 西关戰鬥過程

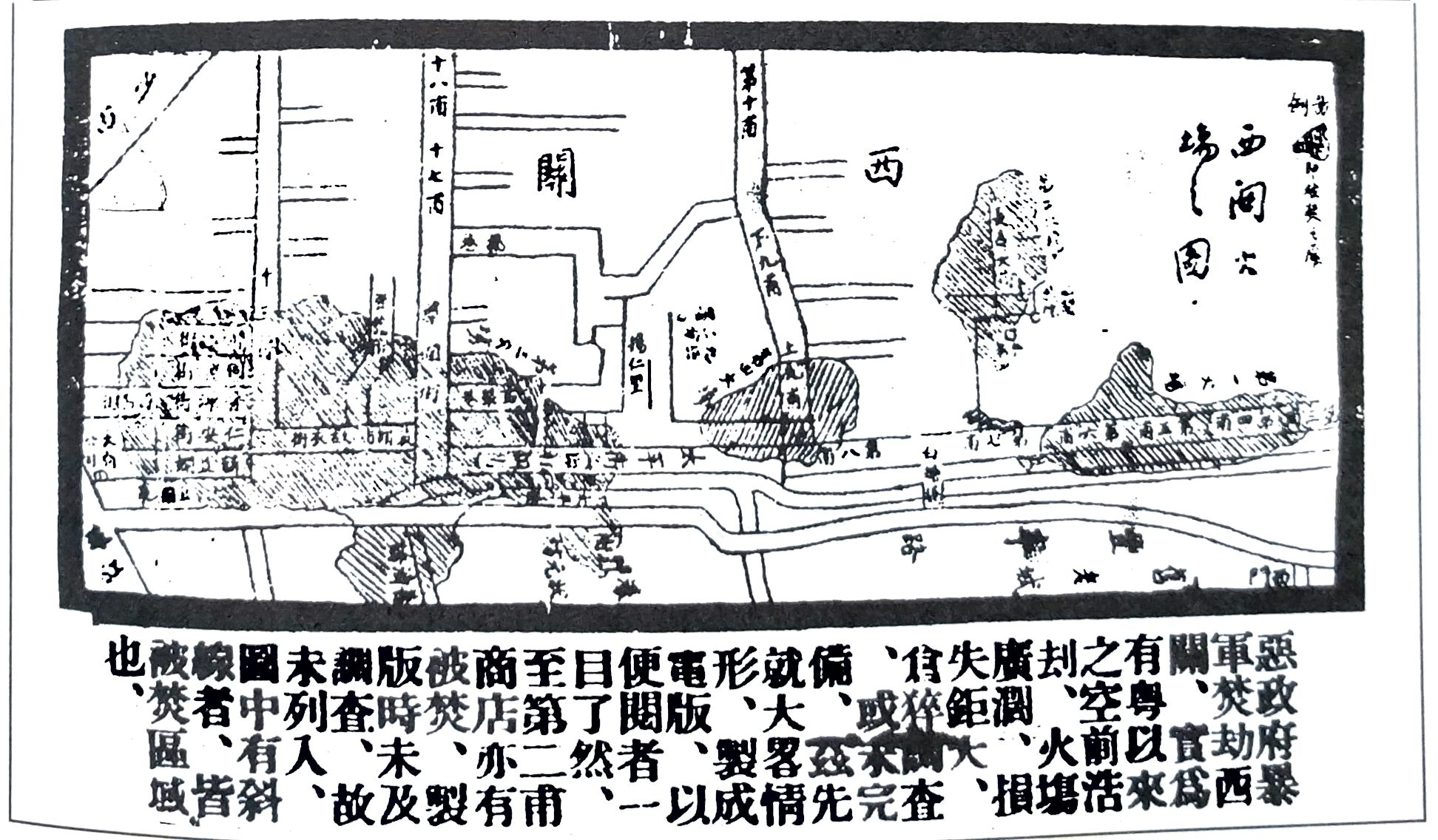
香港華字日報記載的西關火場地圖

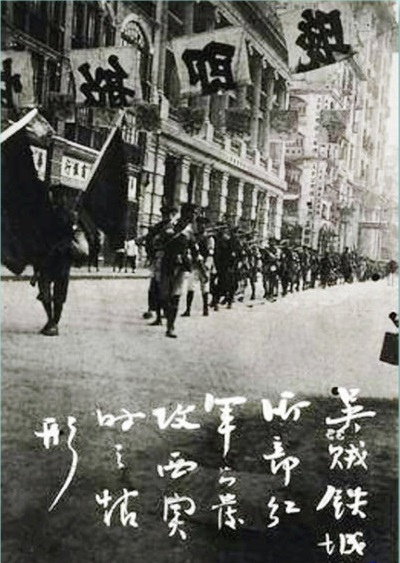
吴铁城的警卫军（“铁军”）向西关战区开进

据广州商团称，“担任总攻击者，为许部之张民达旅、许济旅，福军数千，吴铁城警卫军全部，警察游击队。工团军则担任纵火，滇桂湘军则担任警戒。其攻击及防备之点全在西关”。
14日下午5时半，在鲍罗廷、蒋介石、廖仲恺、谭平山等指挥下，黃埔軍校第1、2期學生军，桂军、滇军、湘军、福军、铁军、廖仲恺的工团军、彭湃的农民自卫军、兵工厂卫队，以及陆军讲武学校、滇军干部学校两路学生军，手持各种轻重型武器进攻西关，公安警察、消防队亦协助战斗。许军张民达、许济等部在黄埔军校学生队及湘军一部协助下进击西关等一带，李福林部攻击太平门、西堤一带，由太平、丰宁两路进攻,莫雄部队由西门马路进攻,林树巍所领一师由省长公署出发, 向西瓜园进攻。吴铁城之警卫军进攻普济桥、回澜桥等处，滇军则留守地盤长堤、沙基、黄沙等地。警衛軍同時和黄埔学生军担任清剿的任务。两方相持均四五小时后，吴铁城遂开炮轰击西关:71。
10月15日凌晨4时，革命委员会发布总攻击令。商团军在暗夜中还击，战斗打响。在太平门、普济桥一带，双方激烈交火，反复拉锯，战况异常惨烈。至天明时分，商团退守西关内围，以街闸为护，与政府军互相射击。西濠口和太平南一带,战况最為激烈。商团总部在最紧急关头,亦曾在禺北及花县需求民團增援，发给枪枝,迎击政府军队。
由于商团在西关修有牢固的工事，政府军“为速战速决，完成任务”，“用火油燃烧栅闸，又以小钢炮扫射高楼大厦”，由消防隊的救火車載煤油，噴射接連馬路的竹木柵，引火焚燒。理髮工人則趁南風甚急之際擔任放火。因此政府说在軍事行動中，“出萬死不顧生作政府軍隊的内應的，就是工人”。由於西关房屋密切相连，材料又多用木材，一时火势蔓延，无法控制。下午2时左右，在大火中商团遂停止其抵抗。部分部隊循西关三圣社、泮塘等地出禺北向江村方面陆续撤退。当商团败退时,驻防西关的滇军曾为其指点退路。但廖行超又布置他自己的部队在退路上缴获商团的军械。最终，武裝商团的一萬二千人並击溃繳械。
广州市公安局战后根据政府的命令,按照商团名册 (事先公安局已作过细致调查),对商团实行缴械、罚款。到了晚上，大部份西关已在火焰之中，受到严重损坏。目击者报告称政府军占据屋顶，向逃出街上的人，不分商团难民，乱行射击。有大群难民逃往太平马路，被政府军迫退回火区，直至焚毙。战斗过后，西关“全城抢掠殆尽，人民死伤遍地”。然而大火仍在燃烧，甚至连16公里外的佛山都能看到火光。大火到17日晨，才自行烧尽。日本領事天羽也記述此爲“廣東市前所未有的事件，火災延燒至16日上午6時才逐漸平息”。而在戰鬥中，孫文的旗艦「永豐號」因外國軍艦炮艇的存在未參與戰鬥。商团失败后,仍有少数人員因西濠口大新公司领有香港政府执照、高踞该公司楼上放枪狙擊密击政府军。孙文則令胡汉民将该公司占领充公。
根据中共建国后采访亲历者的回忆，在商团军败退期间还发生商团杀害理发工人事件，回忆者指“理发行在从前曾请求加入商会商团，但会和团这两个组织都是资方的集团，理发店除老板一人是资本家外，其余都是工人……且又上承清末贱视‘剃头仔’的传统思想，拒绝其加入”，“故事发时他们站在政府一面反对商团”。当时商团发现一家理发店中有纵火用的工具，指其企图放火，枪毙在街上。商团领袖陈恭绶遂则指“理发工友放火，在败走时见了理发工人，不问情由，当场枪毙，或推下河中溺死。西关一带被惨杀的理发工人达十九人。”
据日本駐廣州領事天羽的報告，胡漢民政府當時亦向英法總領事要求取締及引渡身處沙面的“陰謀者”陳廉伯、陳廉仲等人。而英法總領事表示，除國際法認可的政治犯庇護外，嚴禁將沙面作為政治爭端的根源。當時逃入沙面法租界的商團幹部，希望日本、法國領事對衝突進行調停。但領事表示“除保護在留民生命財產外，不願干涉中國內部紛爭，但對廣東市民當前的悲慘處境深表同情。因此，在不損害政府或商團利益，且不引發內政干涉嫌疑的範圍內，若有任何可行方法，願非正式提供斡旋”。最後陳廉仲在英國總領事的警告下，於15日晚乘船前往香港。孫政府方面認為商團得到英國援助，對英國抱有強烈反感，其機關報持續攻擊英國及英國總領事。但天羽認爲商團應未直接從英國總領事獲得任何援助。相反政府背後有俄羅斯代表的積極活動。
混乱之中，陈廉伯從沙面乘船流亡香港。商团副团长陈恭绶下令全军投降。胡漢民宣佈通緝陳廉伯、陈恭绶、关楚璞、邓介石、何盈光等九人。政府方面也向未遭受损毁的商户收取保护费，“任兵焚劫拿人，政府不负责任”。政府16日发出“安民布告”，17日令全市复业，滇军挨家挨户收缴商团枪械。18日，胡漢民下令廣州市區解嚴；政府军在城中举行“平叛庆祝”。孙又两次电令胡汉民,嘉奖平定叛乱各军,并勒令各军对“未附乱”的各县商团一律保护。“前日占领之商团总所、分所、各机关房屋,当悉行充公”,“永不发还。”政府方面也向未遭受损毁的商户收取保护费，“任兵焚劫拿人，政府不负责任”。
孙于15日晚电示胡汉民处理善后事宜:“未入商团之商店,应严令即日开市。其已入商团者,应分别处罚,为首者没收财产,附从者处以罚金,论情罪轻重,由数百元至万元作北伐军费。”胡等遵令执行,按商团名册,逐店追缴枪械。每缴枪一枝,并罚缴现款二百元。商店均照罚缴, 乐免追究。19日，路透社在广州发电报导：“孙中山命其部下向十五日未遭殃之户，徵收三个月之房租，以充北伐军费。并言陈炯明如攻入广州，则彼与部下或复将焚烧全城，故当速助款以拒陈军”。10月24日，孫中山令免予處罰各商團。

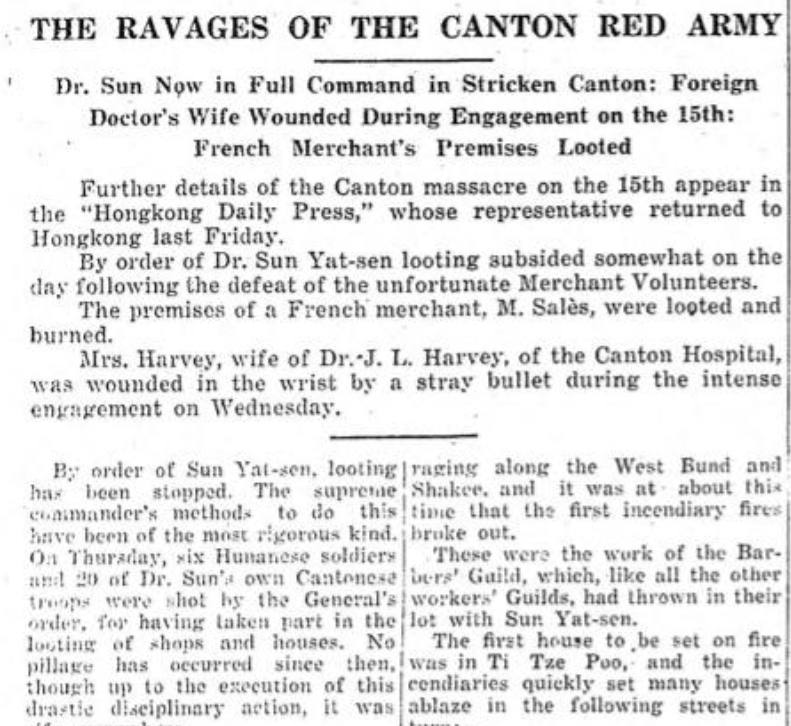
上海字林西报对冲突的报道

戰後，福军攻进太平(路)内街、桨栏街、登龙街,搜劫各银铺、当押铺、金铺。预先在长堤泊大船多只,把搜劫的白银、现钞、贵重物品无数,搬至码头船内,运归河南住屋中。滇、桂军同樣參與搶掠。後部分经过负责巡查市区和维持军纪的黄埔学生军制止后,抢风始息。在逃難的平民試圖攜帶財物逃離，亦遭到士兵的搶掠。《华字日报》描述情形如下：
计十五日之一天，大焚劫后，商民之希望孙政府停止焚杀，殆与满清兵入粤时，自第一甫杀至第十九甫止，市民叩头谢恩，请勿再杀，（今谢恩里即此役纪念）同一情形；而暴兵于十六日仍大焚大掠如故，广三码头之放火焚毁，万目共睹，皆知为福军放火，而十六日下午，长堤一带又抢劫如故。至十七日，本为暴政府征服商民之第三日，而暴政府仍未宣布解严。福军把守太平路禁止行人，张民达所部大焚大掠后，又在惠爱西路捕杀人多名，被杀者有穿便服，如普通商人者，不问何故，捉到就杀，商民生命危险如此。
西关以外，商团与政府军亦发生战斗。10月16日，报载：“佛山商团联合九十六乡民团，16日攻在佛滇军，在通济桥一带剧战。滇军败退出佛山，吴铁城赴援，在五眼桥被团军击败，退至石围塘。”10月19日，“闻北路商团民团围兵工厂，顺德商团民团占大良城，东路商团民团现攻虎门。……闻洪兆麟攻占虎门炮台，林虎围增城，孙令许崇智速派援军。”

## 伤亡与损失

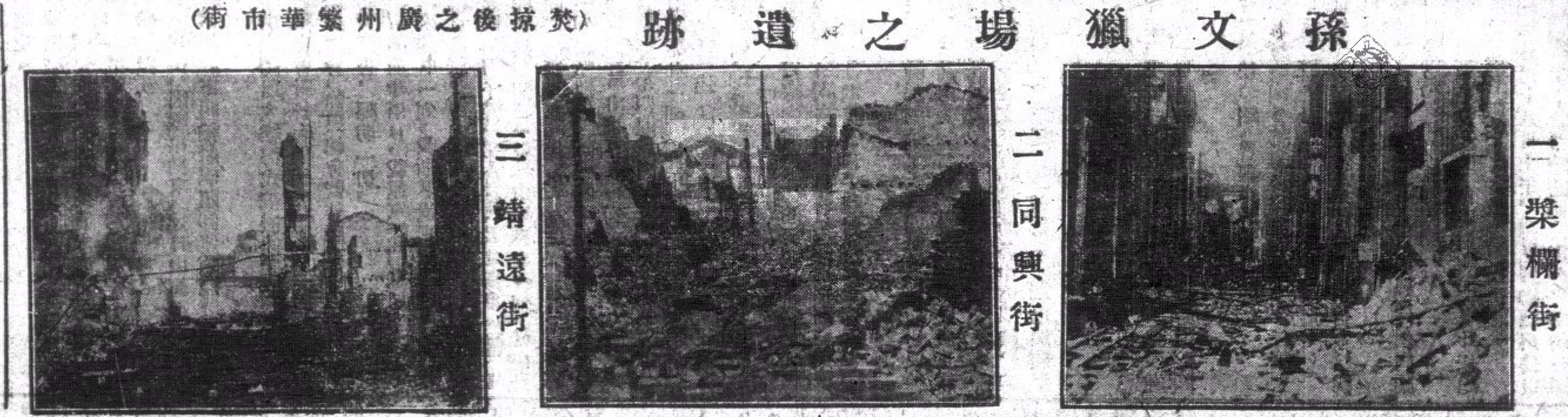
上海时事新报 1924-12-09 刊登，题为“孙文猎场之遗迹（焚掠后之广州繁华市街）”

关于事变中的伤亡与损失，两方有差距很大的统计数字，按照当日政府的官方报告，政府军死伤100人，商团死伤较少，焚毁房屋580间，被抢房屋1881间，损失190万港币，平民受伤仅数人。香港《士蔑西报》则统计政府军死100人，商团死亡200-300人，焚毁房屋3000间，大小街道30余条，损失5000万港币，平民死亡1700-1800人。而美国领事的报告则统计各方军队共有数百人死亡，焚毁房屋1100间，受抢房屋600间，损失3000万港币，平民死伤远超过士兵。有资料称這次事變中的財產損失接近5000萬港元，平民死傷約2000人。而据20日香港报刊的报导：（一）先抢劫，后焚烧的地点，统计大小街道三十余条，商户约二千余家，损失五千万以上；（二）抢劫地点，统计大小街道六十余条，商户一千余家，损失不可估计。其中，黄飞鸿的“寶芝林”就在此次事件中焚毁。当时的名记者林白水記述：“广州西关的兵火惨劫，所杀害的人命千百条，所丧失的财产五千余万，所焚毁的家屋商店二千余间”。

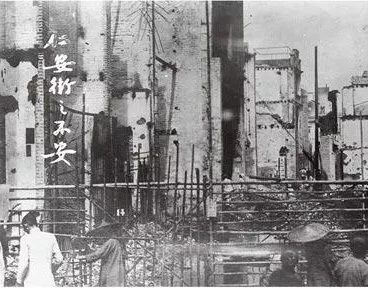
仁安街灾情
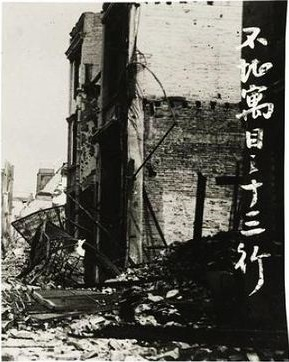
十三行被焚状况
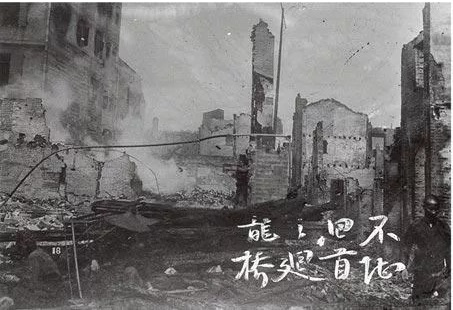
回龙桥灾情
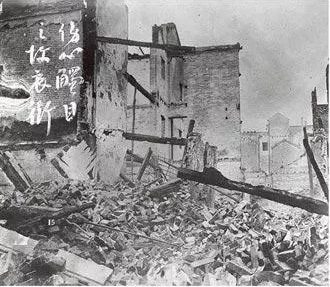
故衣街被焚状况
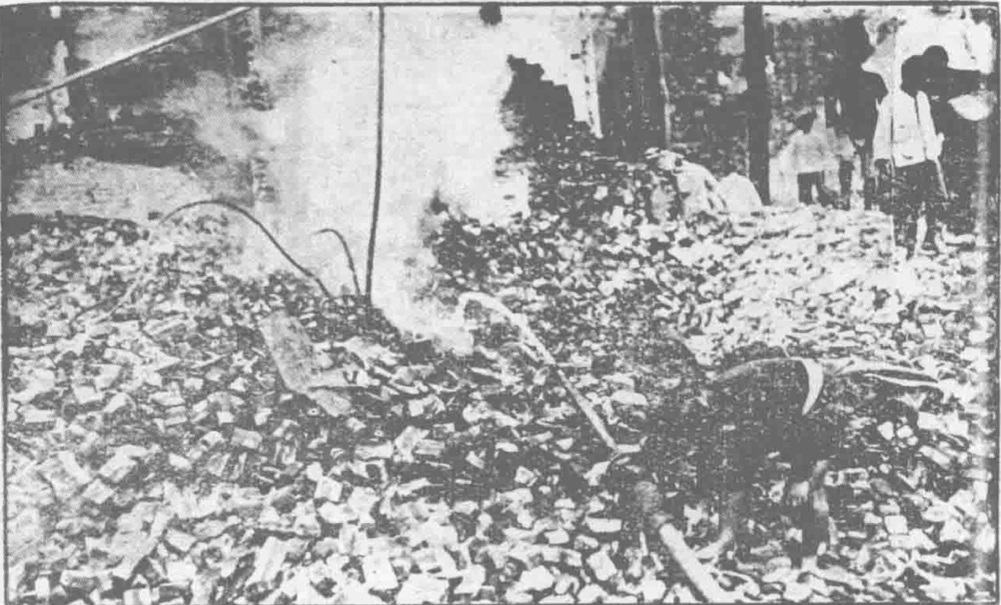
新豆栏被焚状况
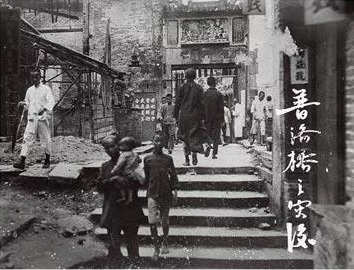
普济桥被焚状况
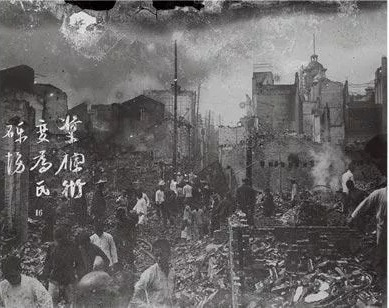
桨栏街灾情
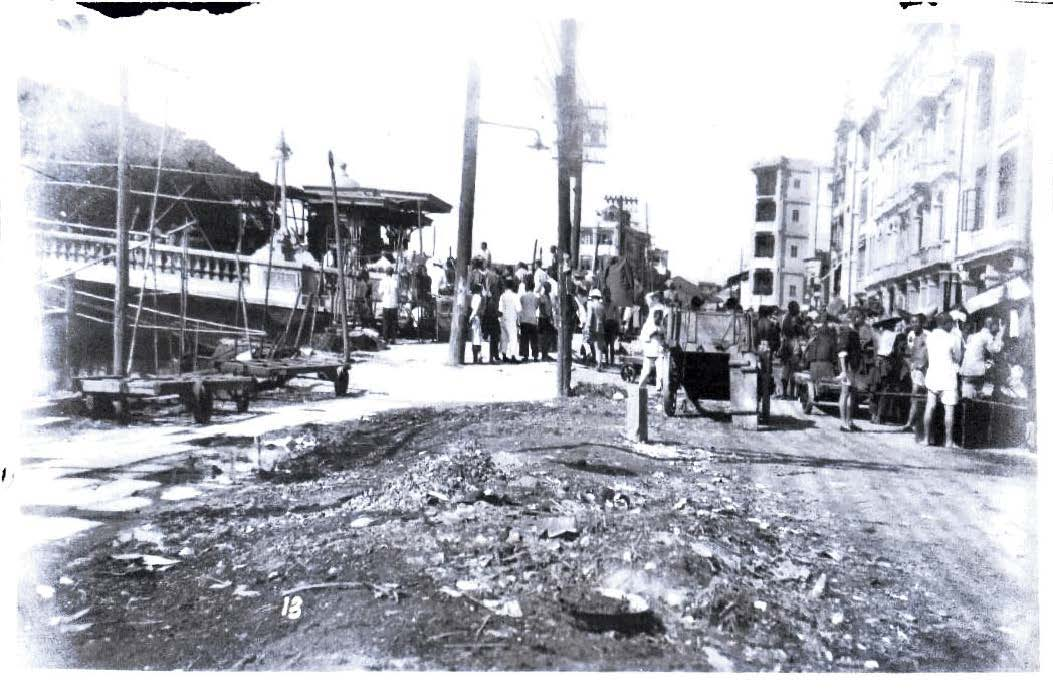
沙面桥附近的难民
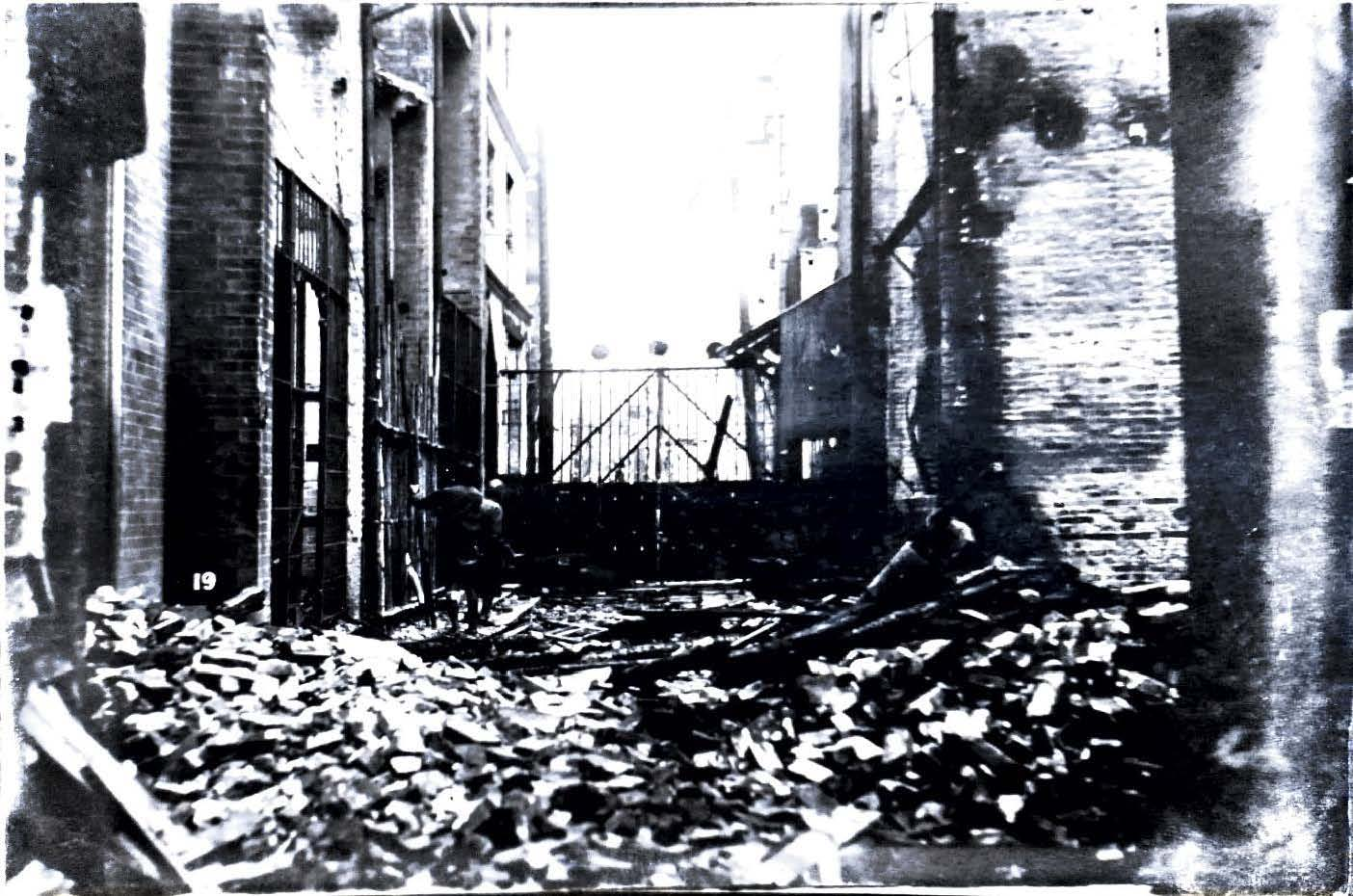
灯笼街被焚状况
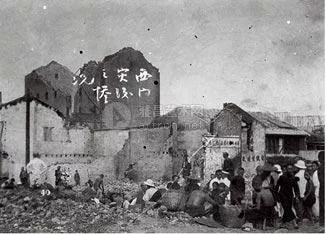
西口被焚状况
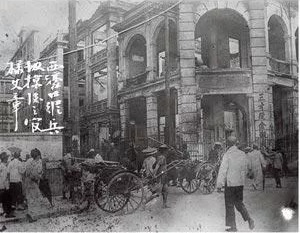
西濠口被焚状况
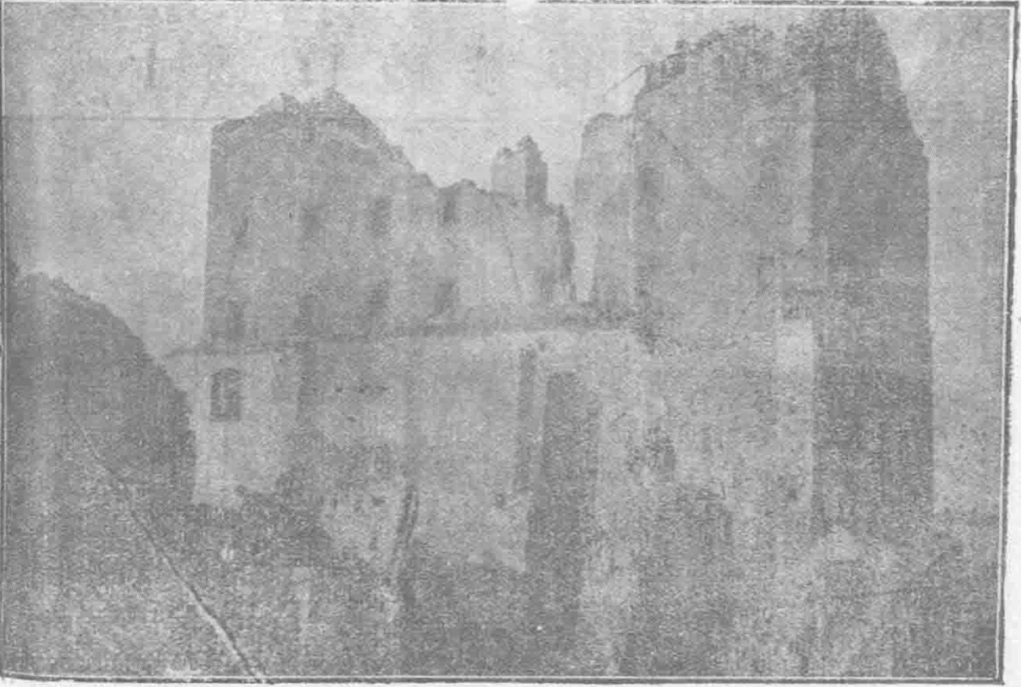
西门口被焚状况
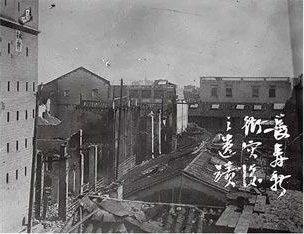
长寿东街被焚状况
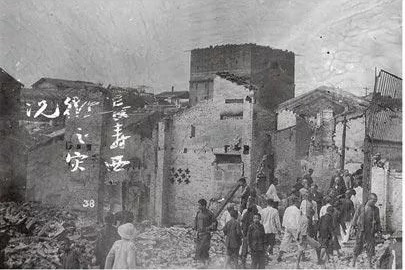
长寿西街被焚状况

10月25日，有报导统计：“当战争起时，各处均有火起，由15晨延烧至16早始熄，闻系因战事期内，无人赶救之故。其邻于火灾地点之居民，则哭声震天，多有慌至不能行者……南路、白糖街、乐善戏院、青云里、三界庙、长寿街、芦排巷、下九甫、十三行、浆栏街、第八甫、西濠口、二马路、太平路、打铜街则由东方烧至第八号意记祥及对门大兴，再隔数店，烧去43号刘诒斋、45号心泰及24号白泰来，直至16号瑞元店止，浆栏街西便烧至65号及69号浩隆止。西荣巷烧至41号德安堂，及对门怡珍、灯笼街则由东而西，烧去一半，至于十三行。普济桥、迥澜桥一带，已尽数焚去。乐善戏院前长寿街水塔脚烧去数十店，西门直街烧去数十间，第八甫北便烧至锦经纶，对门烧去生聚店，又状元坊口烧去七八户，又普济街、仁安街、同兴街、豆栏街、源昌街、东西中三约、靖远街、故衣街、装帽街、宁远坊等，或烧去大半街，或十余店。又第五甫闸脚起，烧至青紫坊金泉茶店，第三甫烧至第二甫，又上九甫则烧去数店，只十三行一隅，约烧去店铺三百间，总各处而计，约有千间，此次火灾之损失，约在千余万之巨。”
10月18日，日本總領事報告中統計的傷亡損失則為：燒毀房屋約700間，戰死軍人約300人，火災及掠奪損失約3000萬至4000萬元。對於衝突中外國公民的受害情況，葡萄牙提議各領事將本國公民受害情況統計匯報，由首席領事統一向中方報告。最後初步統計外國公民財產損失為：日本及法國各2件、葡萄牙4件、德國1件，原因為火災或掠奪。由於北京政府將廣東革命政府視為叛亂團體，各領事同意同時向廣東政府及北京政府交涉。賠償要求僅針對火災或掠奪造成的直接財產損失（未涉及人身傷害時，不要求懲罰責任人）。

## 各方反應

### 支持政府方

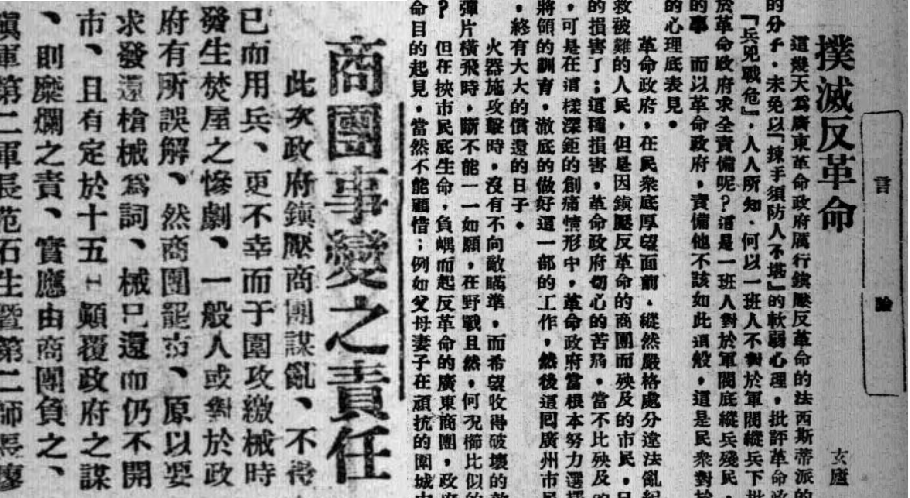
国民党党报民国日报《扑灭反革命》、《商团事变之责任》评论

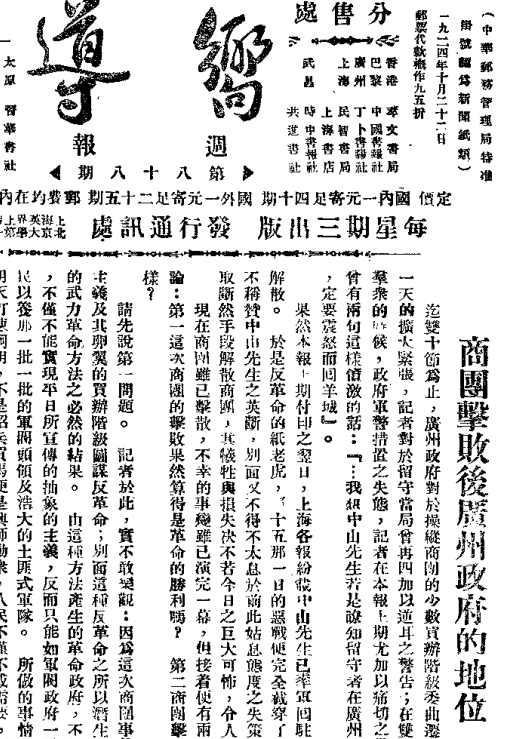
蔡和森在共产党机关报《向导》对事件的评论

英國共產黨認為廣州政府的行為是鎮壓“資本家”的“法西斯軍隊”的“輝煌勝利”，因此對孫文表示慶賀。中共认为镇压商团的行动成功是因为依靠了工农群众、中共及国民党左派为核心。中共领导人蔡和森視事件為“英國帝國主義”、“買辦階級”、僱傭軍閥及國民黨右派勾結反革命的行動。蔡和森指陳廉伯等買辦及右派（如范石生、廖行超）受英國炮艦政策支持，試圖顛覆孫中山政府，批評孫政府初期姑息商團。他認為孫中山過早建立廣東政府，依賴“反革命軍閥”，導致苛稅重壓、革命目標喪失，呼籲孫與帝國主義及右派決裂，停止北伐、廢除雜捐、懲治串通商團的軍閥，並轉向工農革命，否則革命將破產。中共廣州地委發《告廣州市民書》，號召支持孫政府平叛。16個團體組「工農兵學革命大同盟」為政府後盾。中共視事件為帝國主義與商團反革命的屠殺，強調團結工農支持革命。
陈独秀说：“此次商团反革命之镇压，时间虽只一日夜，地域虽只广州一隅，其实比民国十三年任何大的战争都有意义；因为他是中国的工人、农民、国民党左派的学生军人，对于外国帝国主义及国内军阀富商（商团）、乡绅大地主（乡团）、国民党右派的军人政客之战争，他是中国现在及将来革命与反革命争斗之缩影。”茅盾撰文批判研究系主办的《时事新报》“抹煞事实”，指其只知道为“粵政府打散了商團”大鸣不平，只字不提商团“橫杀庆祝双十节徒手游行的群眾……割肚挖心，切耳朵……”的兽行。
鲍罗廷认为商团“试图夺取政权”，“消灭广东的国民党”，因此尽管革命政府内的军阀腐败且不得人心，但商团受香港的英帝国主义操控，如果商团获胜则“等于我们把政权交给了香港”的帝国主义，而军阀尚可被利用和控制，因此共产国际应支持先击败商团，再对付革命政府内部的右派。共产国际东方部认为，国民党内共产党员的工作使“反革命才没有得逞”，“中國民族解放運動的基地廣東省”得以“仍然掌握在孫逸仙手中”。“由於在中國南方勞動群衆的支持下鎮壓了商團的叛亂，中國的解放運動才能在這一年的冬天取得如此巨大的規模。”。维经斯基则说，镇压商团标志着“中国解放运动史上（除直接起义外）进行了首次有广大民众参加和支持的、一场公开的、有准备的反对帝国主义殖民主义者和国内反革命势力的斗争”，同时这也是“空前规模地进一步发展中国解放运动的一个起点”。而真理报则发表《英帝國主義在華南的失敗》等评论和报道，认为廣州革命政府对商团的行动是对法西斯组织的镇压，称西关为法西斯区，商团“法西斯”在双十事件中“襲擊了慶祝中國革命週年的和平示威活動。許多人被殺或受傷”、“犯下难以形容的暴行”进行挑衅，“导致全体人民都反对他们”,“近幾個月來，孫逸仙得到了蘇聯群眾的支持和世界無產階級的同情。最後他成功粉碎了法西斯，現在英國人和美國人都不敢干涉廣東人的內部鬥爭了”“英國帝國主義者公然干涉中國事務，公開反對南方革命政府，不僅在蘇聯，也在全世界的勞動群眾中激起了最強烈的憤慨”。
事變平息後，孫文為廣州政府辯護，稱商團事變由英國帝國主義挑動，“在中国捣乱的帝国主义”利用“不平等條約”。他認為香港英國報紙“誹謗政府”，在英國“少數流氓”煽動下陳廉伯反對革命政府，試圖建立“商人政府”，做“中国的华盛顿”，是英國欲將廣東變為“第二個印度”的陰謀，“幸而英国人和陈廉伯的这次阴谋没有成功，如果真是成功了，广东便变成了第二个印度……我们广东这次没有亡省，虽然是天幸，但是已经阻止了北伐军的进行，扰乱了广州市的商场，弄到全省不太平，都是外国人的力量在广东暗中捣乱……所以我们才要防止外国人的力量再来中国捣乱”。孫認為政府與商團本可和平解決，但英國帝國主義“離間挑撥”，導致殺戮。他強調事變凸顯帝國主義的危害，“要消灭在中国捣乱的帝国主义”主張廢除“不平等條約”，收回租界與海關，消除外國影響，反映其堅定的反帝立場。
《日本新闻》记者曾采访孙，孙指责英国在后煽动广东商团的行动。当记者问他是否由他真正下令以火烧西关，孙回答：“当然（certainly）”。孫文亦將此次事件與倫敦的「西德尼街事件」進行比較。孫認為在西德尼街事件（一名消防员死亡）中，一些劫匪以武力抵抗警方，軍隊進行鎮壓，因此行動中燒毀了一些房屋。而孫認為廣州商團在西關地區設防，拒絕屈服，因此必須採取焚燒行動。而倫敦事件中敵人只有少數幾人，而廣州商團涉及約7,000人，因此，在軍事行動中，廣州燒毀了三四百間房屋。

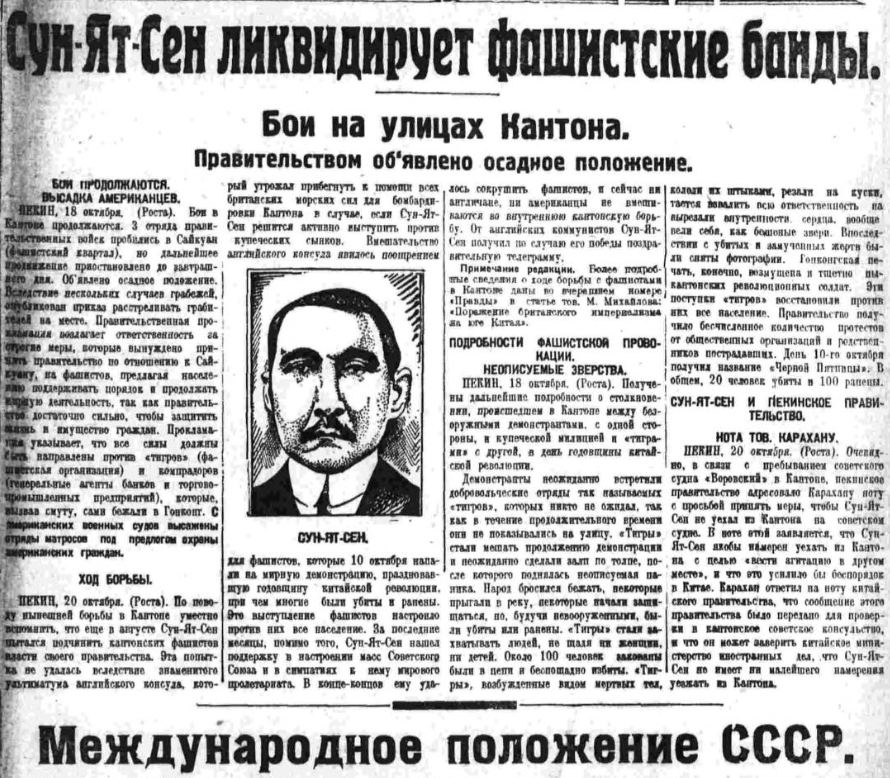
《真理报》报道《孫逸仙清算法西斯集團》

孙中山本人亦曾经公开表示：“商团作种种军事布置，预备大举。政府万不获已，乃下解散商团之命，并令各军驰往镇压。乃商团以为陈军不次可至，率先向我军攻击。政府忍无可忍，下令反攻，幸不数小时乱事即告平静。讵商团于败窜之余，所引土匪放火劫掠，施其故技，复残杀理发工人以数十计。是此次乱事，商团实尸其咎。事后政府一面严饰各军申明纪律，禁止骚乱；一面责成有司妥筹善后。在省百数十万人民共闻共见，惟报纸或以远道传闻失实，或有供奸人利用者。诸君明达，事实俱在，当勿任彼无稽调言肆其荧惑也。”
国民党通过其党报《民国日报》明确表达了对商团的谴责和对广东革命政府镇压行的支持。国民党将商团定性为受帝国主义（特别是英国和香港）操控的“反革命”势力，指控其通过私运枪械、强迫市民罢市、制造混乱等行为，试图颠覆广东革命政府，危害民族利益。党报评论《扑灭反革命》强调，商团的行动不仅是针对革命政府，更是“对广东民众的压迫”，“其依附帝国主义的本质使其成为革命的首要敌人”。对于军事行动中对广州造成的伤亡损失，《民国日报》认为这是“革命战争中不可避免的代价”，呼吁读者理解广东革命政府的“断然手段”。同时，国民党高度赞扬中共领导的工人团体在事变中的支持。此外，国民党猛烈批判部分媒体（如《时事新报》）为商团辩护的言论，指其混淆是非，实为反革命势力的代言人。对于事件中伤亡的责任，国民党认为事件责任在于商团，商团以发还枪械为借口，拒绝开市，并密谋颠覆政府，其行为导致社会动荡及焚屋惨剧，构成对革命政府的严重威胁。国民党亦呼吁认清商团的“谋乱本质”，支持政府“恢复社会秩序的努力”。
蔣介石晚年在1973年國慶講話中，亦對平定廣州商團事變對“國民革命”的歷史意義給予高度評價，稱其為“北伐之師「勝兵先勝」的關鍵之戰”：“黃埔師生以無隔宿之糧、無尺寸之地，訓練初成的孤軍，終於起而敉平了商團之變……制壓了帝國主義的覬覦野心”。他認為，孫中山在北伐初期僅以廣州一隅為根據地，面臨北洋軍閥百萬大軍的壓迫，以及楊希閔、劉震寰等地方軍閥與商團勾結引發的內亂，形勢極為險峻。然而，黃埔軍校師生在缺乏充足糧草與地盤、訓練剛剛成軍的孤軍狀態下，成功平定了商團之變，戡亂楊、劉叛軍，並遏制了帝國主義的覬覦。這一戰役不僅為北伐奠定了關鍵基礎，更成為北伐之師「勝兵先勝」的轉捩點，展現了黃埔軍的戰鬥力與革命決心。
事變後，“中國反共產黨青年同志社”在長沙大公報中發表言論，認為廣州商團勾結陳炯明謀叛，但也認為中共的活動在從中激化了商團與政府之間的關係，“共產黨人挑撥廣州政府與商團之感情……此慘劇之起。其遠因實與共產黨人有關”，“共產黨…乃收買一般無業流氓。未經政府之許可。竟公然打起“殲滅商團軍”之旗旌，號稱為工團軍。凌亂遊行，以激怒商團商人”，“商團則以為廣州政府將實行武力共產。故萬分激昂態度同趨強硬。於是有最後之決裂”。
学者杨津涛认为，《华字日报》一直秉持反孙立场，其报道的中立性受到影响。而所谓孙中山在广州制造“西关屠城”，是商团和其它反孙报纸的“片面说辞”。杨认为西关人员的伤亡、店铺的毁坏，只是双方战斗带来的损失，没有理由只责难一方。香港《华字日报》本系英国《德臣西報》子报，后来虽独立出版，但仍然隶属于徳臣新闻纸馆。广州革命政府认为陳炯明與陳廉伯乘廣州政府與港英政府關係惡化之機，在香港發動輿論戰以攻擊孫中山。而英国对国民革命一贯持反对立场。如根据胡汉民回忆，辛亥革命时期“港英文报恣诋余辈，谓之暴徒，谓之暴民专制。从其顽固保守之素性，与绅士之假装，固不足以语非常之变革。而且以帝国主义之首魁，则尤不乐闻中华民族解放斗争有何成功，而必多方反对之、破坏之。”
英国左翼历史学、哲学家伯特兰·罗素亦指出英属报刊有意制造于孙中山不利的报道消息，他在《中国问题》中写道：“无疑，孙过去的经历表明他是一个真正的爱国主义者，而广州政府是中国最好的政府，这也是无可怀疑的。但我们报端所载有关这方面的报道却有意留给读者虚假的、不利于广州政府的印象。”并点名批评《泰晤士报》将孙中山的部队描绘成暴民，就起到了这样的效果。孫文讀此書後，稱其為“唯一真正理解中国的西方人”。羅素同時批判英國帝國主義對華政策，明確支持孫中山的廣州革命政府。他指責英國駐香港官員煽動商團叛亂，試圖通過控制廣東鐵路和礦產“破壞中國獨立”，並認為商團受滙豐銀行支持，“組織法西斯民兵謀反”。羅素讚揚孫中山“作為開明領袖”，推動反帝反封建政策，代表“中國愛國力量”。他呼籲英國保持真正中立，停止干涉中國內政。

### 反對政府方
事件发生后，美国领事报导说：“广州市民给孙中山的残酷态度骇哑了，人人对孙个人痛恨切齿”。17日，一位英国记者报导说：
我亲目在广州看到今天（十六日），和昨天的凄惨情况之后，我深信孙中山已不可能再在南中国逗留了。这两天的悲景在全体广州人民的脑子里，实在留下一个不可磨灭的印象。
香港英語德臣西報事后以人格分裂的故事“化身博士”比喻孙文，认为其既是「和平之人」（Man of Peace），又是「嗜血之人」（Man of Blood）。評論認為，“如果廣州政府不願意容忍商團，它完全有權力解散它”，但其“實現這一目標的手段”“卻讓人想起了列寧政權在俄羅斯所犯下的最惡劣行徑”，因此指孫為「徹頭徹尾的布爾什維克」。評論認為商團的武裝極其簡陋，遠不如孫指揮的4萬士兵。政府本可輕易實現幾乎無血的勝利。然而，政府選擇了暴力鎮壓。評論者亦認為孫政府在早前的沙面事件中默許罷工作為抗議手段，但現在卻對商人的罷市進行血腥鎮壓，顯示出其虛偽，並且廣州政府的英文機關報《廣州英文日報》（Canton Gazette）亦為屠殺負責人「洗白」（whitewashing），將責任推給商團的「陰謀活動」。

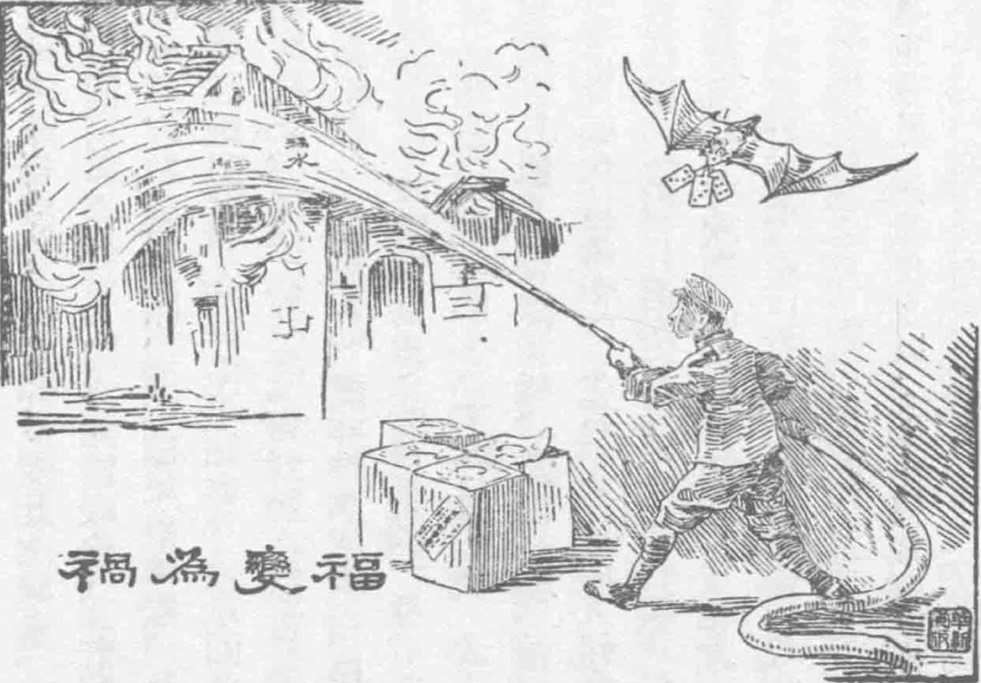
商团事变后华字日报讽刺消防队用煤油放火的漫画

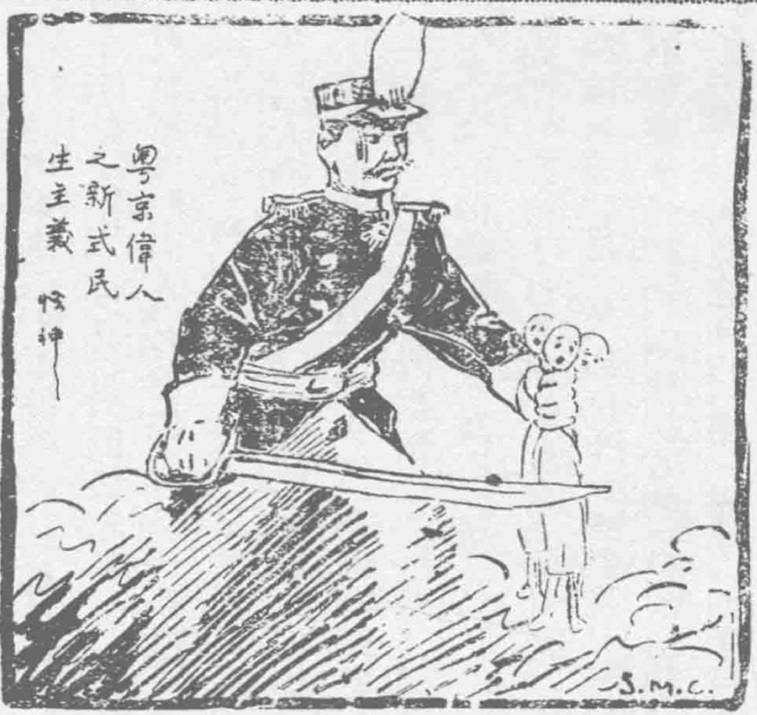
商团事变后的反孙文漫画《粤京伟人之新式民生主义》

10月28日，流亡的广州商民在香港组织“各界救粤联合会”，派代表团到海丰请求陈炯明出山，率领粤军反攻广州，驱逐孙政府，并答应捐助一切军饷，又表示支持和平统一中国，贯彻联省自治的主张。而旅沪广潮商人团体亦对广东军政府极为愤怒：
广州总商会、商团联防总部、报界公会暨各团体、香港华商总会、东华医院、各报馆、各省各埠各报馆各同乡会均鉴：孙文令粤东军队攻击商团，焚掠商场，惨杀人民，西关一带尽成焦土，伤亡遍地，尸血充途，为古今中外有史以来未有惨剧。故乡东望，无泪可挥，今以决定以10月15日为孙文焚洗商场残杀粤民哀痛纪念日。愿我三千万同胞永志莫忘。上海粤侨商业联合会，广肇公所、潮州会馆、肇庆同乡会、大埔同乡会、香山同乡会、南海会馆番禺会馆、顺德会馆。
上述团体在致孙中山及商团、广东各商业慈善团体的电文中，对广东政府的行为进行了抨击：
粤东军队攻击商团，纵火焚掠，西关一带，尽成焦土，人民伤亡遍地，尸血充途，为古今中外历史未有惨剧。以粤境数千年精华所聚之区，一旦连遭糜烂，龙济光、莫荣新所不忍为者，不料见诸今日。自民国以来，以粤东为护法之区，军府经费，吾粤民之脂膏也；军人衣食，吾粤民之血汗也。凡军府兴一捐，筹一饷，莫不取自粤民，粤民莫不奉命进……，我粤民何负于军人，想军人当不忍以粤民为寇敌也。孙公三民主义，中外咸知，亦断不忍残民害民杀民也。报载若确，殊失孙公平时利国福民之主义……所有残杀人民之军队，应请依法惩治，一面妥筹善后，抚慰流亡，为粤民留一线之生机，即为国家留一分元气。
10月23日，北京发生政变，冯玉祥倒戈，促成吴佩孚之下台，与段祺瑞回京组阁。24日，冯即电请孙中山北上「共商国是」。孙中山遂于11月13日启程取道日本北上。11月孙中山离粤前夕，各界救粤联合会在香港发出通电，指控孙中山「祸国祸粤」十一大罪状：摇动国体，妄行共产主义，纵兵殃民，摧残民治，破坏金融，抽剥民产，大开烟赌，摧残教育，蹂躏实业，破坏司法，铲灭商民团。
對於孫文有評論指陳廉伯意圖組建“商人政府”，《香港華商總會報》評論批評廣東商界“平昔之畏難苟安”、“祇知畏共產、懼共產……而不敢徑行其志”，“我國祗有暴民，而無暴商”，批評商界對政治運動不僅不參與而且不敢觸及，因此“商人政府”之說不實。
10月28日，「各界救粵聯合會」在香港成立，派代表團到海豐請求陳炯明出山，率領粵軍反攻廣州。陳炯明組織的广东省议会的议长钟声致电北京公使团主席，请求禁止孙中山入境（租界）居留，并予以逮捕：“我们代表广东全省人民请求贵主席转告各国驻华公使：孙中山于十月十五日广州屠城惨案中，犯了欺诈，掠夺，盗窃，谋杀与放火等严重刑罪。我们请求各国在华租界当局，公使，领事等转告其政府，禁止孙中山入境居留，并予以逮捕，等候广东人民引渡就案”。北京的广东同乡会闻孙中山将抵京，特开会议，因接广州及各埠旅外同乡来函，对于孙中山两年治粤之苛政，及10月15日屠城均甚愤激，请旅京同乡向段祺瑞召开的「善后会议」提出，由会议解决粤事，听候国民裁判，治孙中山以纵火殃民之罪，不得以待罪之人，出席「善后会议」。就此种质疑，段祺瑞在接受日本记者访问时则表示“孫氏未必欲以實現於廣東之事、再實現於北京”，因此愿意继续与孙进行对话。
署名“何民魂”的评论员在《华字日报》的评论《自杀底（的）孙文》中悲愤地表示：“我尤愿我三千万粤人，世世子孙，毋忘此民国十三年十月十五日伪革命党孙文等焚烧奸掠屠戮广州市人民之伤心纪念”。《华字日报》亦通过搜集香港各报纸对商团事件的评论，编成了《广东扣械潮》（英文名为Canton Volunteers Arms Case，广东志愿军军械案）一书，其中包含对事件脉络的整理，以及社论部分。該書被廣州市公安局長吳鐵城指為「毀謗政府」「惑亂人心」，因此要求廣東海關及郵務管理局沒收從香港運入內地的《扣械潮》，以「維護公安」。
對於孫文有評論指陳廉伯意圖組建“商人政府”，《香港華商總會報》評論批評廣東商界“平昔之畏難苟安”、“祇知畏共產、懼共產……而不敢徑行其志”，“我國祗有暴民，而無暴商”，批評商界對政治運動不僅不參與而且不敢觸及，因此“商人政府”之說不實。1925年孙在北京去世后，北京方面决定举行国葬，却遭到广州总商会、广东自治会联名反对。

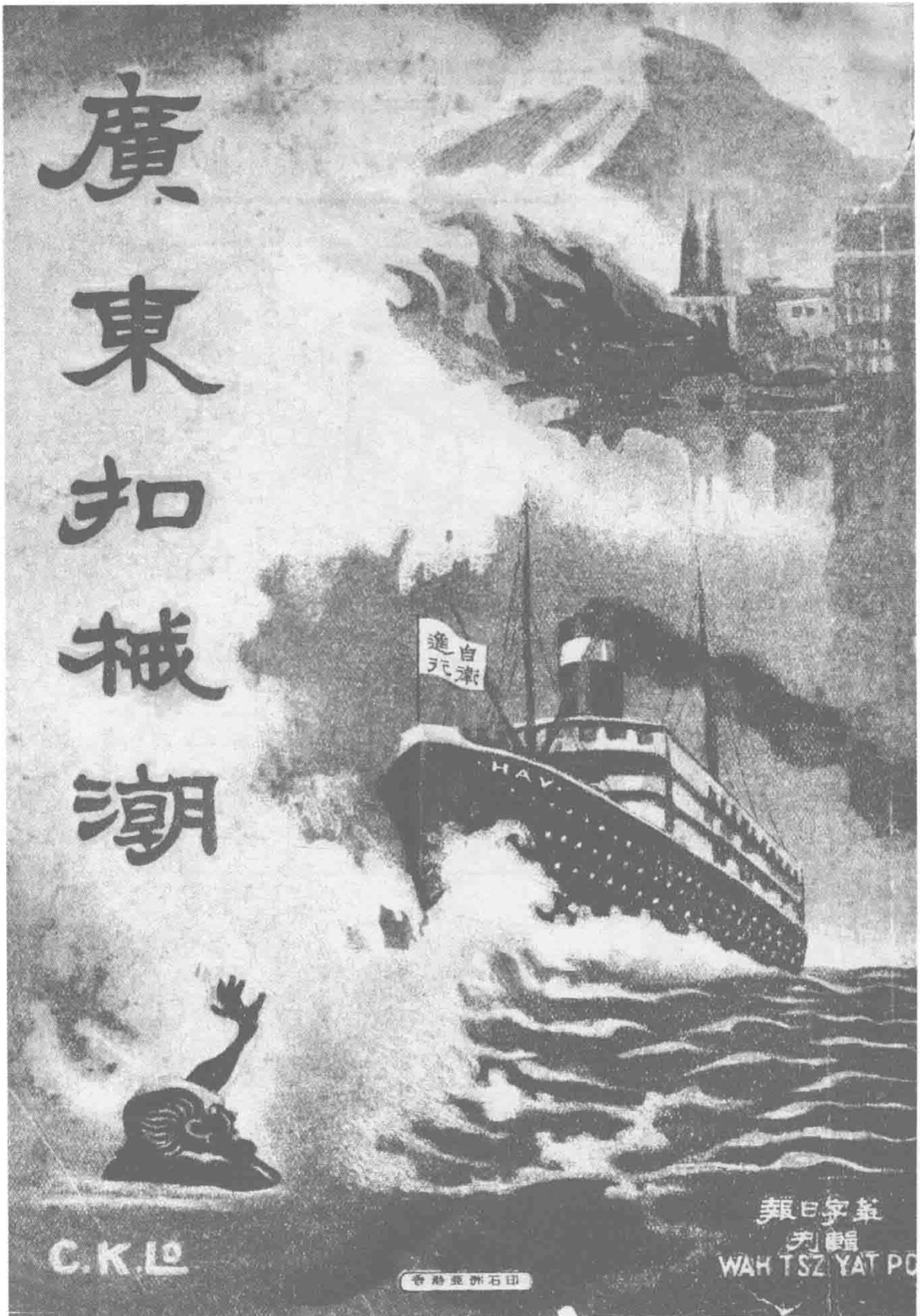
《广东扣械潮》
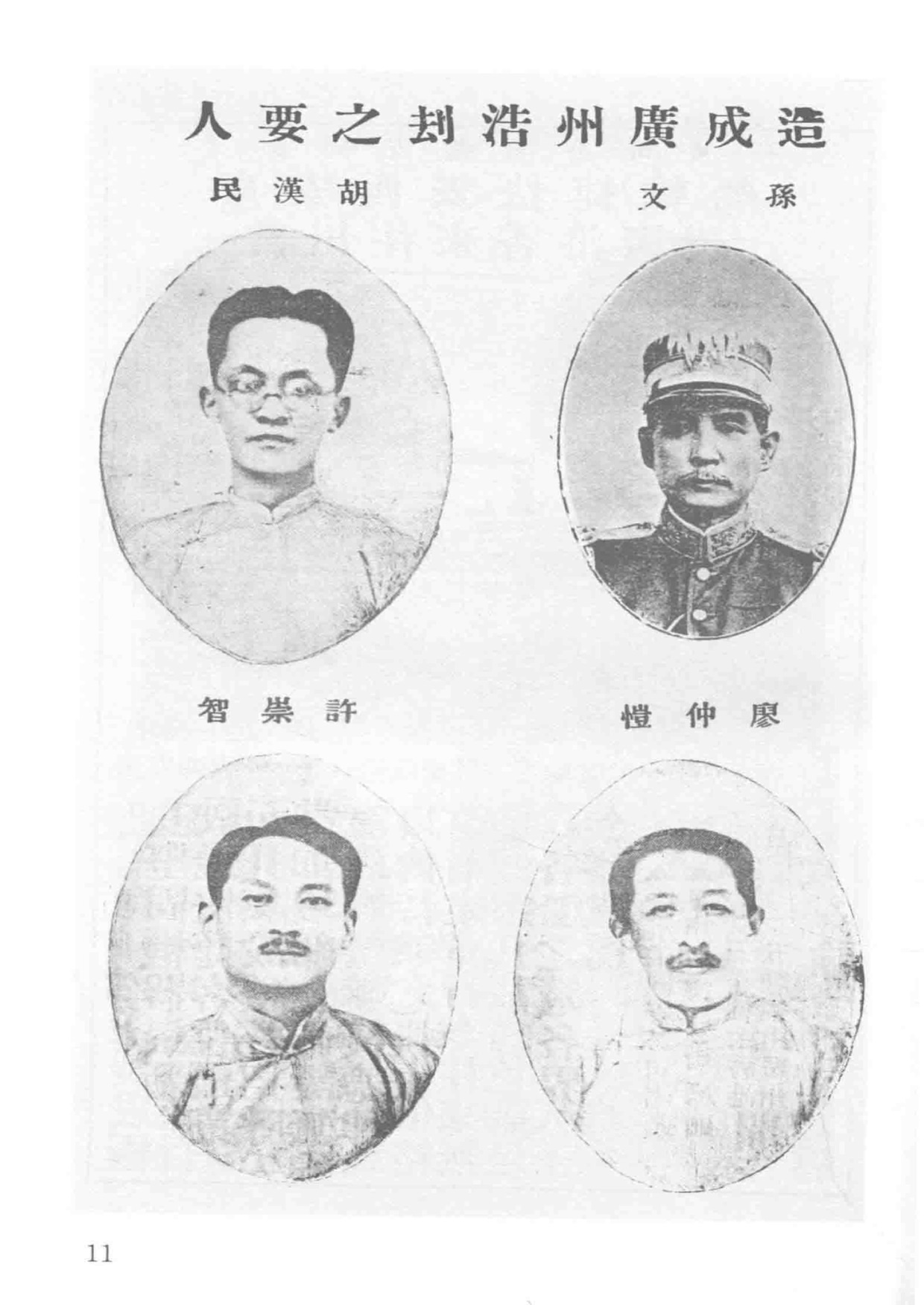
《广东扣械潮》列举的应为广州浩劫负责的“罪人”
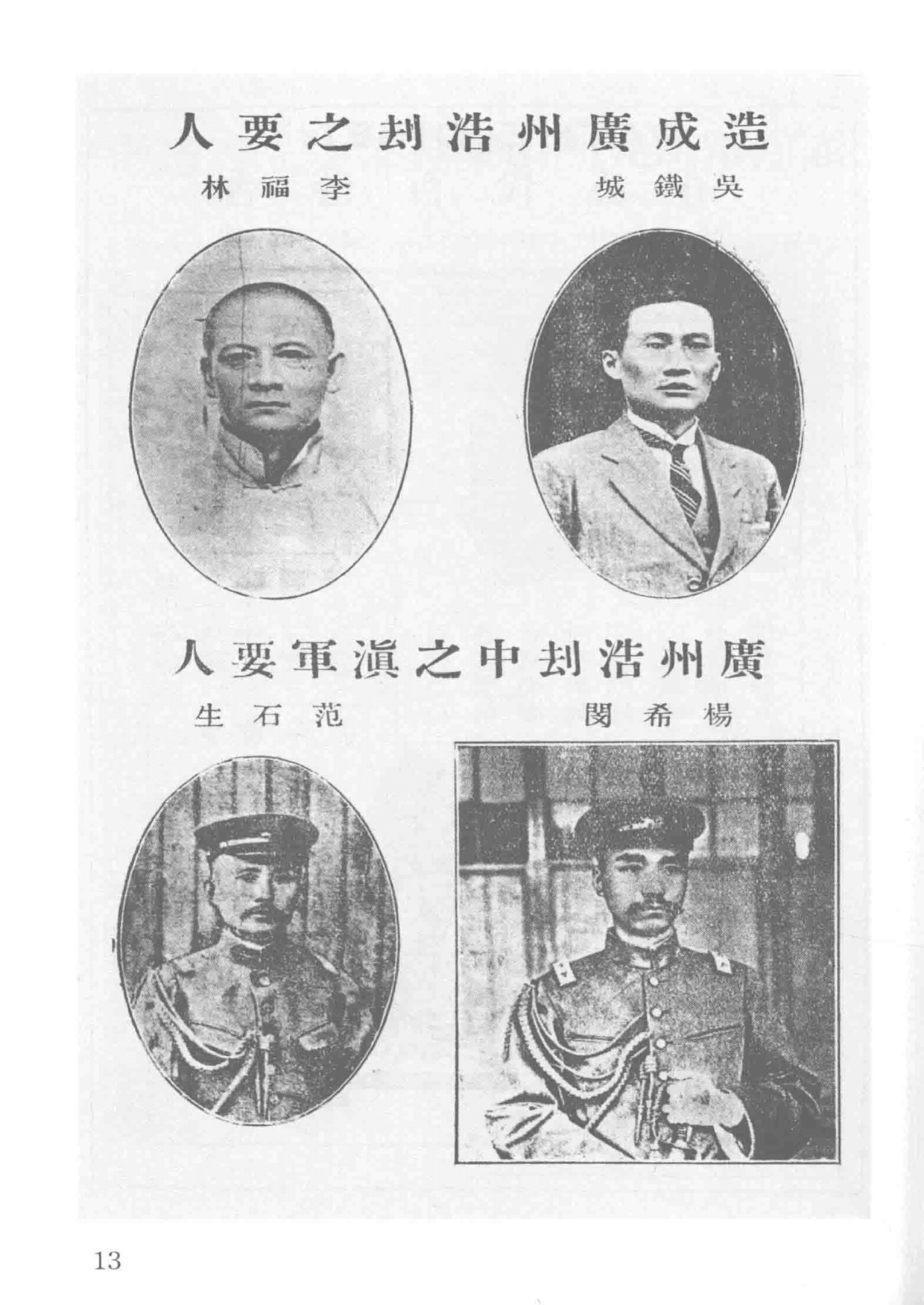
《广东扣械潮》列举的应为广州浩劫负责的“罪人”
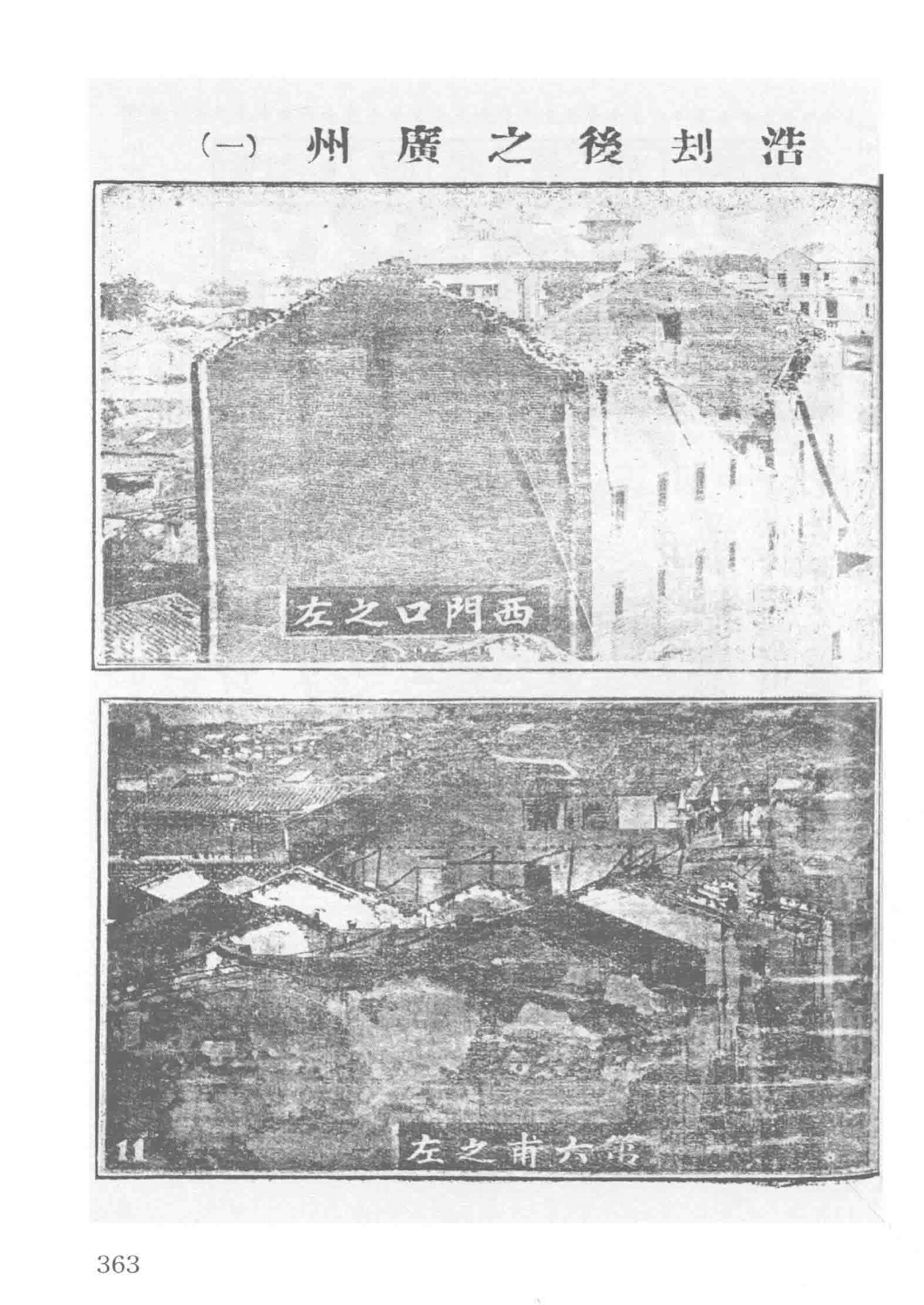
大火后的广州
大火后之广州
大火后之广州
大火后之广州
大火后之广州

## 争议与评价
广州革命政府认为，孙中山的北伐對手直系軍受英美两国支持，而任广东省商团军总团长的陈廉伯又是英籍华人，广州商团的活动受到英美的支持，以牵制北伐进程。事变发生于北伐军入赣之际，吴佩孚有进行军事行动之举。但有学者认为无论是英国政府还是南北各大军阀，都没有给广州商团以实质的援助，而在广州商团采用共议机制，陈廉伯的个人作用不大。
中山大學歷史學系教授邱捷认为广州军政府武力镇压的决定得到黃埔軍以及中共領導的工團、农團的支持，且獲得蘇聯幫助。站在商团一边的只有商界，其处境实际上非常孤立，因此商团迅速被擊垮，事变迅速被平定。中山大学孙中山研究所学者敖光旭认为，共产国际是事件的居支配地位的因素之一，而在事变中，共产国际和中共第一次成功地在中國“引入”了一場嚴格意義上的階級鬥争，它預示着中國“階級革命”的開端。

### 广州革命政府的“共产”争议
在事变前后，广州商团及其支持者多次指责，当时正在与苏联和中共合作的广州革命政府“实行共产”或“将行共产”。而国民党及广州革命政府则多次否认相关的舆论，认为是谣言。
如1924年5月广州军政府宣布实施“统一马路业权法案”时，沒收西關馬路兩邊商店業權并下令所有組戶改向政府交組，商人认为这是“试行共产之初步”。对此，中山大学历史学系教授邱捷认为，广州商人们并不知道什么是“共产”，而孙政府并不想实行“共产”，而且多次通过各种方式表明这个立场，并强调国民党的纲领，只有维护而没有损害城市商人利益的内容。邱捷也认为“统一马路业权法案”只是政府为增加税收和改革广州商业而作的一项新政策，与“共产”风马牛不相及。
9月30日，前广州市长孙科接受记者采访，谈话称：“广州有一新闻通信员，以为吾人凡事皆经赤化，因向外报告谓吾人皆属赤党，国民党亦变化赤党。此殊未近乎事实，国民党仅有共产党数人为中国共产党分子，然中国共产党与国民党乃属两事，前国民党于广州举行大会讨论改组，共产党员亦预焉，然其除于数问题与多数党员意见不同外，未尝违反国民党党纲及主义。共产党在俄国，吾人并不以为其系成功，亦不认共产党之主义在现在即可施诸中国。”同時，廣東省長廖仲愷也表示對“散佈當局將實行共產之謠言者”將“嚴懲不貸”。

## 后续影响
此事使得被击败流亡的廣州商界人士開始傾向於陳炯明粵軍。10月底11月初，流亡香港的陈廉伯在一家俱乐部请陈炯明代表宴会, 商谈如何补救商团失败后仍保持在广州的潜伏力量,及与陈炯明此后如何在行动上互相配合等问题。续后又谈了一些要向全国公布广州政府“摧残商场、屠杀商人、 杂军洗劫商店”等种种情况,并要联络大小报纸,以揭露“广州政府暴行”。
廣州商團事變後，中共組織領導的广东工团军、廣東農團軍任务基本完成。1924年10月19日，广州工代会召开大会，决定工团军服务期满后退伍。10月30日，在广州惠州会馆举行退伍仪式，由国民党中央工人部秘书，中共黨員冯菊坡主持，廖仲恺及苏联顾问鲍罗廷等人发表演说，场面热烈。工团军正式解散，其成员多返回工会或加入其他國共兩黨的武装。同日，随着农民运动讲习所第二期学员毕业，农团军亦正式解散。
中國共產黨認識到建立自身武裝的重要性，促成其第一支武裝力量的形成。周恩來在战事中作為中共廣東區委委員長兼黃埔軍校政治部主任，參與指揮。后来他建議改組孫文原表現不佳的鐵甲車隊，獲批准後成立大元帥府鐵甲車隊，成為中共掌控的第一支武裝。同時，黃埔軍校師生參與战斗，首次實戰鍛鍊第一期學員，於10月19日畢業，部分成為教導團骨干。战后其繳獲約9,000枝槍械（連同被扣團械及蘇聯武器）為教導團提供主要武器來源，結合穩定的政治環境與幹部條件，推動第一、二教導團於11-12月成立。此舉標誌中共從政治動員轉向軍事建設，增強革命影響力，為日後獨立武裝發展奠定基礎，反映事變對中共軍事策略的深遠影響。
部分研究共产国际历史的学者认为，共产国际对商团事件的介入，不仅巩固了广东这个“世界革命的车站”，而且在新的高度确立了苏俄在远东的“新兴权威”。由于共产国际“远东路线”的突破，其“世界革命的重心开始由欧洲移往远东”。事件为鲍罗廷成为“南中国的无冕之王”。苏联顾问切列帕诺夫认为事件使孙中山走上了“彻底反帝的道路”，并成功打击了怀疑和反对共产党的“国民党右派”。
事變之後，新政權的稅收與局勢的動蕩使得在廣州的美國籍華人感到恐懼不安，國民黨擁抱反帝國主義，使得大批美籍華人選擇移居更穩定的上海、香港乃至回流美國。由於事件的暴力程度遠比以前廣州發生的嚴重，許多美籍華人尋求美國駐廣州總領事的保護。一位美國公民的妻子因被軍隊懷疑是商團軍成員而向美國領事館求助，也有非美國公民的廣州市民詢問美國領事館是否可以付費懸挂美國國旗，以尋求保護。而由於對國民黨的失望，國民黨海外黨員數目下降，從海外華人中得到的捐款從1922年的數萬美元，跌至1924與1925年的數百美元。
美國華人返回廣東經商或定居的數目亦出現明顯變化。1922年，逾150名美籍華人向美國政府申報將永久返回中國，主要落腳於廣東地區。然而僅兩年後，同類人數驟減超過三分之二。與此同時，選擇自中國返回美國的人數顯著上升：1923年約有1,600人返美，至1925年幾乎翻倍。許多美籍華人雖未完全撤離華南，但選擇將家人遷至較為安全的香港，導致當地美籍華人人口在1921至1931年間增長一倍。
事變之後，澳門也迎來大量的難民避居，使得1924年底澳门人口首次突破十万大关，增至193175人。事變平定以後，避居澳門的難民，大部份返回廣州。。

## 纪念
1925年10月15日，即事变一周年，流亡香港的商团成员在些利街举行纪念会，设佛坛悼念公祭事变中战死的商团军，并指是“殉難先烈就義週年”，设联「大眾毋忘此日。看仇讐暴至何時」。陈炯明、唐继尧等联省自治派政界人物皆送上挽联，如「民治之盾」、「反共先驅」、「自衛之道。在實行不在空言。抉頸陷胸搏豺狼，卓爾諸君，百粤男兒好模範」等。1927年事变三周年时，商团成员又在士丹顿街万善寺设坛纪念。

## 外部連結
- （简体中文）黃埔軍校同學會 （页面存档备份，存于）
- . 時事新報 (上海). 1924-11-24.
- 孙果达：鲍罗廷的绝密使命 （页面存档备份，存于），党史纵横
- 蔡和森：商团击败后广州政府的地位 （页面存档备份，存于）
- 共产国际、联共(布)与中国革命文献资料选辑(1917-1925)
- 香港華字日報，1924
- 张秀梅、陈志刚：《关于孙中山与商团事件的两个问题辨析》，《中共党史研究》2017年第12期。
- 敖光旭：《“商人政府”之梦——广东商团及“大商团主义”的历史考查》，《近代史研究》2003年第4期
- 敖光旭 中山大学历史系. 共产国际与商团事件——孙中山及国民党镇压广州商团的原因及其影响. 中國評論.
- 张俊义： 英国政府与1924年广州商团叛乱，《广东社会科学》2000年第3期